# Grimma
Grimma ist eine Große Kreisstadt im Landkreis Leipzig. Die Mittelstadt im Tal der Mulde ist die nach Fläche viertgrößte Stadt Sachsens. Sie wurde im Jahr 1200 erstmals urkundlich erwähnt, die Fläche wuchs erst durch zahlreiche Eingemeindungen im 20. und 21. Jahrhundert. Die historische Altstadt umfasst auch die meisten Sehenswürdigkeiten der Gemeinde, darüber hinaus gibt es in den insgesamt 64 Ortsteilen viele alte Sakralbauten.

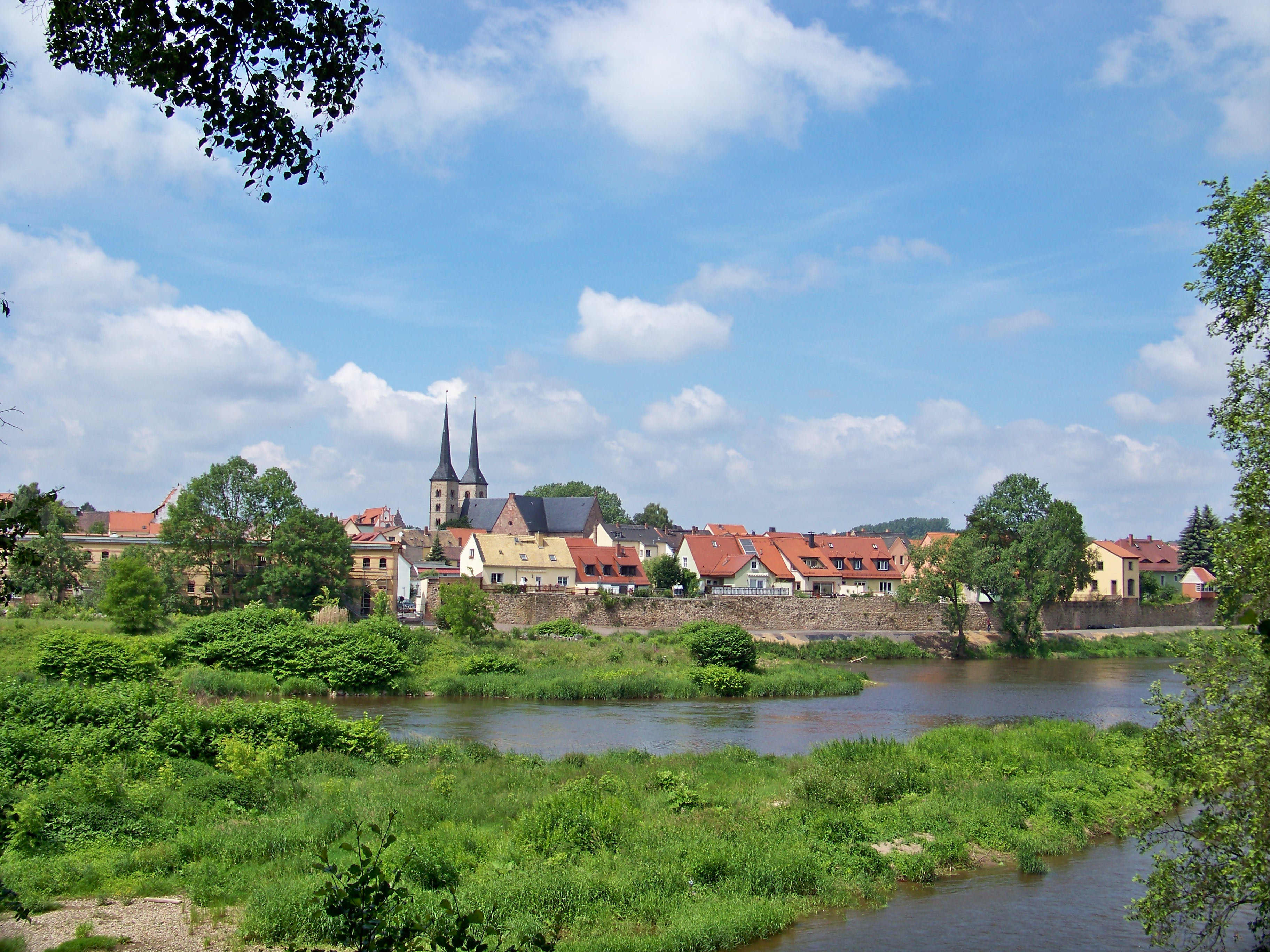
Stadtansicht Grimmas vom gegenüberliegenden Muldeufer

## Geographie

### Name
Das altsorbische Wort „grim“ bedeutet „tiefgelegenes, von Wasser und nassen Wiesen umgebenes Gelände“. Dieser Begriff wurde auch für die Siedlung verwendet (vgl. Grimmen in Vorpommern). Schon 1160 als „Grimme, Grymme“ und 1243 „Grymm“ bezeichnet, wurde das „a“ seit dem 16. Jahrhundert im Zuge der Entwicklung der Kanzleisprache als Wortende verwendet.

### Lage
Die Stadt liegt im Nordsächsischen Platten- und Hügelland 25 km südöstlich von Leipzig und ca. 16 km südlich von Wurzen im Tal des Flusses Mulde. Mit einer Gesamtfläche von circa 217 km² – bedingt durch zahlreiche Eingemeindungen in den Jahren 2011 und 2012 – und etwa 30.000 Einwohnern ist Grimma die flächengrößte und einwohnerreichste Stadt bzw. Gemeinde des Landkreises Leipzig und flächenmäßig viertgrößte Stadt in Sachsen.
Grimma war vom Hochwasser 2002 und im Mai/Juni 2013 stark betroffen.

### Ortschaften
Zur Stadt Grimma gehören 13 Ortschaften mit insgesamt 64 Ortsteilen:
- Beiersdorf
- Böhlen mit Seidewitz
- Döben mit Dorna, Grechwitz und Neunitz
- Dürrweitzschen mit Motterwitz und Muschau
- Großbardau mit Waldbardau, Kleinbardau und Bernbruch
- Großbothen mit Kleinbothen und Schaddel
- Höfgen mit Kaditzsch, Schkortitz und Naundorf
- Kössern mit Förstgen
- Leipnitz mit Frauendorf, Keiselwitz, Kuckeland, Papsdorf und Zeunitz
- Mutzschen mit Gastewitz, Göttwitz, Jeesewitz, Köllmichen, Prösitz, Roda, Wagelwitz und Wetteritz
- Nerchau mit Bahren, Cannewitz, Deditz, Denkwitz, Fremdiswalde, Gaudichsroda, Golzern, Gornewitz, Grottewitz, Löbschütz, Schmorditz, Serka, Thümmlitz und Würschwitz
- Ragewitz mit Bröhsen, Haubitz, Pöhsig und Zaschwitz
- Zschoppach mit Draschwitz, Nauberg, Ostrau und Poischwitz

Zudem existieren neben der Innenstadt die Stadtteile Hohnstädt, Grimma-West, Grimma-Süd und Nimbschen.

## Geschichte

Karte von Grimma um 1750

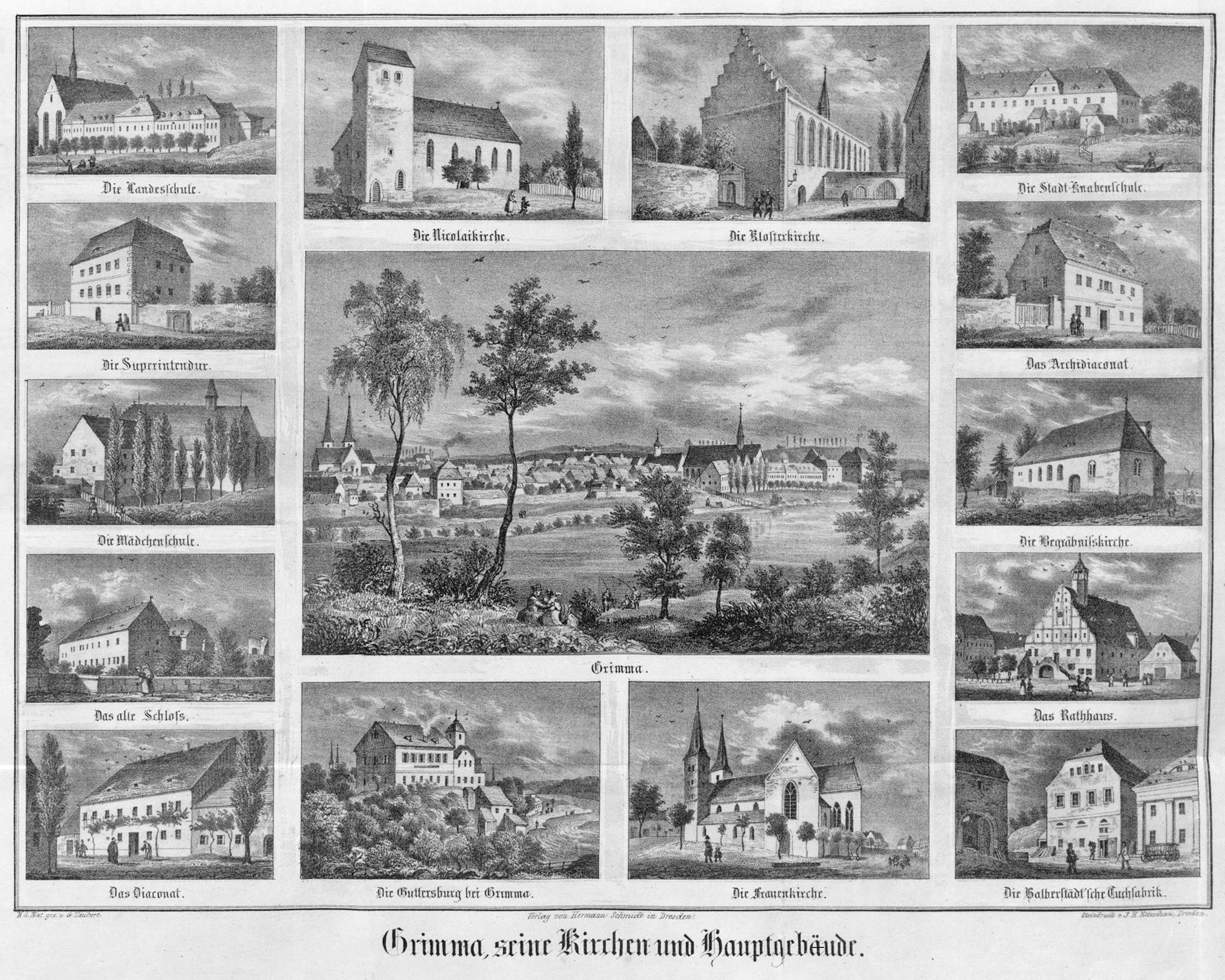
Grimma um 1840

Bis 1994 bestand Grimma aus der Stadt selbst und den Ortsteilen Hohnstädt und Nimbschen. Mit den seitdem hinzugekommenen 64 Ortsteilen hat sich die Gemeindefläche etwa verzwanzigfacht; in diesem Areal finden sich einige noch ältere namentliche Ersterwähnungen von jetzigen Ortsteilen (Nerchau 981, Döben 1046, Mutzschen 1081, Kleinbothen 1181, Grimma 1200).
Als älteste Zeugen menschlicher Besiedlung in diesem Areal gelten südlich von Kössern gefundene Feuersteingeräte, die der Altsteinzeit (etwa 12 000 – 8 000 Jahre vor Chr.) zugerechnet werden.
Bereits der durch Ackerbau und Viehzucht geprägten Jungsteinzeit (etwa 4600 – 1700 J. v. Chr.) zugeordnet werden flachgewölbte steinerne Hacken und Schuhleistenkeile aus dem Thümmlitzwald und Fremdiswalde. Bandförmig verzierte Gefäßbruchstücke, wie sie in Siedlungsgruben am Pulverturm Grimma-Süd gefunden wurden, sind eindeutige Hinweise auf die Bandkeramische Kultur. Eine geschliffene Steinaxt aus Cannewitz und eine in Grimma Leipziger Str. 75 gefundene Amphore mit Eindrücken gedrehter Schnüre stammen aus der darauffolgenden Kultur der „Schnurkeramik“
Aus der Bronzezeit (ca. 1700 v. Chr. bis 1400 v. Chr.) stammen die ältesten hier gefundenen Befestigungsanlagen, gefunden 1972 vom Archäologen Willfried Baumann auf dem Mutzschener Schlossberg. Die Fundstätte war umgeben von einem 2 m tiefen und 7 m breiten Kehlgraben und konnte der Aunjetitzer Kultur zugerechnet werden. Damit gehört der Schloßberg Mutzschen zu den ältesten wissenschaftlich nachgewiesenen Befestigungsanlagen Mitteldeutschlands.
Auch der Zettenwall in Döben, der größte prähistorische Rechteckwall Sachsens, stammt aus der Zeit von zwischen 2200 v. Chr. und 800 vor Chr. Westlich von Nimbschen befinden sich Reste von 3 Hügelgräbern mit Urnen aus der Zeit um 1200 v. Chr.
Von den bis ins 5. Jahrhundert nach Chr. in Mitteldeutschland ansässigen Germanen zeugen nur wenige römische Aufzeichnungen und noch seltenere archäologische Befunde, denn zur Zeit der Völkerwanderung war eine weniger zivilisierte und nomadische Lebensweise üblich. Die auf dem Leidenberg Hohnstädt gefundenen schwarzglänzenden Tonscherben mit Rollrädchenverzierung konnten direkt mit dem Stamm der Hermunduren verbunden werden, diese Artefakte sind weithin die einzigen Zeugen dieser Ära im Muldental.
Erst im darauffolgenden 6. Jahrhundert nehmen archäologische Befunde wieder zu, die dann aber sämtlich den eingewanderten slawischen Wenden zuzuordnen sind. Etwa im 8./9. Jahrhundert entstand zwischen Nimbschen und Schaddel der Große Schaddelwall, eine slawische Ringburg, bestehend aus einer Vor- und einer Hauptburg. Vermutlich wurde nach der Aufgabe des Großen Schaddelwalls ein Stück weiter südöstlich im 9./10. Jahrhundert der Kleine Schaddelwall angelegt. Bei diesem handelte es sich um eine Spornburg über der Mulde. Auch die slawische Wiederbesiedlung von Schloßberg Mutzschen und Zettenwall Döben zu dieser Zeit ist archäologisch nachgewiesen. Die Wallanlagen dieser frühen slawischen Besiedlung sind heute die ältesten noch gut sichtbaren Spuren menschlicher Besiedlung in Grimma. Auch die slawischen Namensbestandteile sehr vieler Ortsteile, Familiennamen (-itsch, itzsch, itz) und Lehnwörter im sächsischen Dialekt (Hitsche, Hornzsche, nu, …) sind noch heute unübersehbare Zeugnisse der Zeit der Wenden und Sorben im Muldental.
Um 1200 begann die Einwanderung deutscher Siedler vor allem aus Niedersachsen, Westfalen und Flandern mit der Anlage neuer Städte und Dörfer. An die älteren slawischen Dörfer Neschwitz und Pappritz=Pappertshain erinnern heute nur noch Straßennamen mitten in Grimma, sie sind längst in der Stadt aufgegangen.
Die strategisch gute Lage an der Mulde veranlasste 1170 den Markgrafen Otto den Reichen, eine Siedlung in der Flussaue anzulegen. Im Jahr 1220 erhielt Grimma das Stadtrecht.
Im Schloss residierten häufig meißnische Markgrafen und die sächsischen Kurfürsten. Albrecht der Beherzte, der Stammvater des sächsischen Königshauses, wurde hier geboren. Er nannte sich deshalb auf seiner Wallfahrt nach Palästina Junker von Grym. Im Jahr 1344 erfolgte die Ersterwähnung der Bürgerwehr Die Geharnischten im Städtebund Torgau, Oschatz und Grimma, die in der Wurzener Fehde 1542 historische Berühmtheit erlangte. Die Bewohner bauten die erste feste Muldenbrücke und entwickelten ein selbstbewusstes und geschäftstüchtiges Bürgertum. Im 14. Jahrhundert stand Grimma in der wirtschaftlichen Blüte. Selbst als sich das wirtschaftliche Zentrum der Region immer mehr nach Leipzig verlagerte, blieb Grimma bis heute ein florierender Standort.
In Grimma wurden seit 1440 mehrere Landtage gehalten. Auf dem Landtag von 1458 stiftete Kurfürst Friedrich der Sanftmütige die Leipziger Neujahrsmesse. Hier verhandelten 1511–1546 Abgeordnete der beiden sächsischen Linien; durch den „Grimmaischen Machtspruch“ wurden vierzigjährige Streitigkeiten über Münz- und Bergsachen beigelegt (siehe Sächsische Münztrennung).

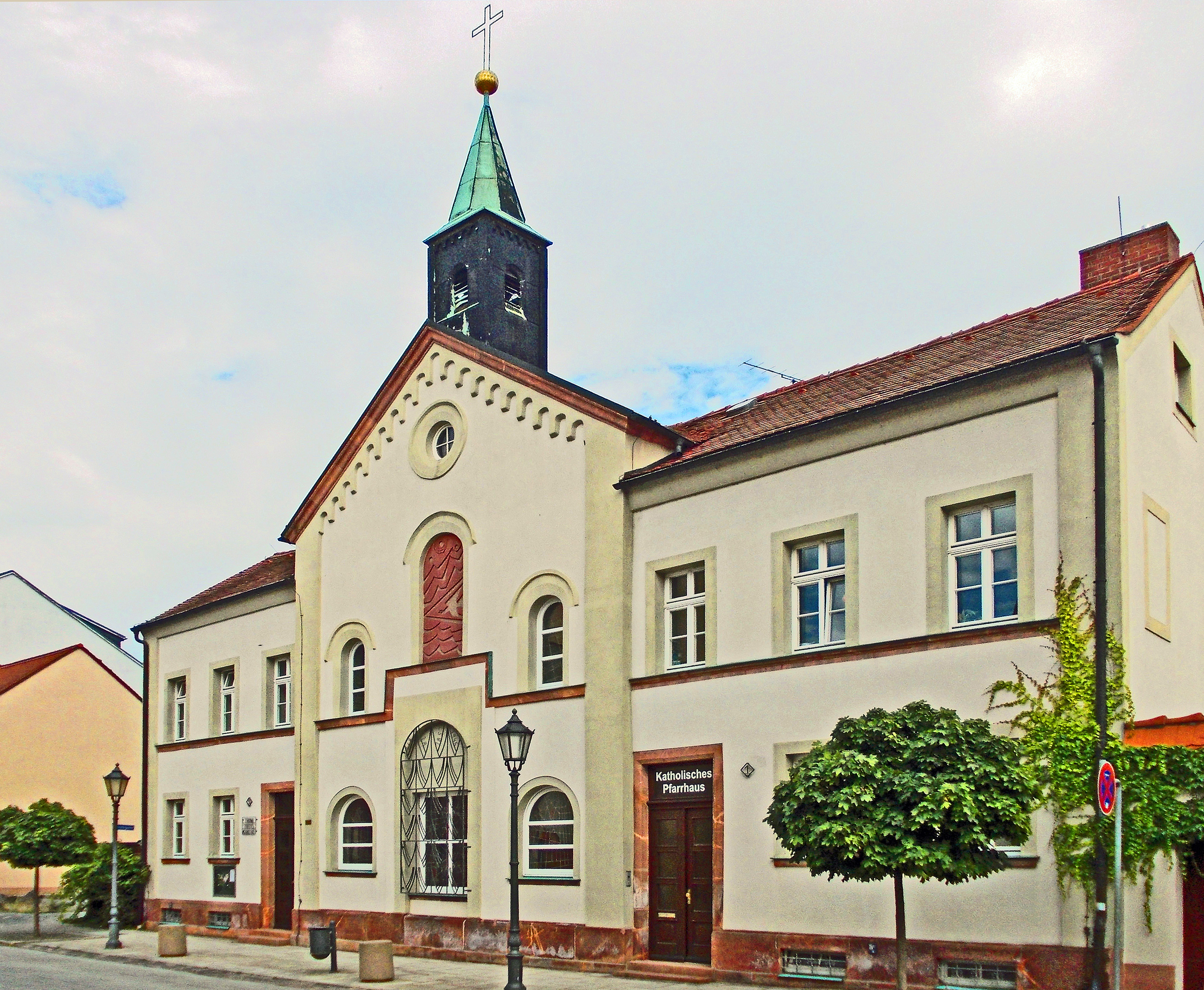
Katholische Kirche Grimma

1523 verließ Katharina von Bora, die spätere Frau Martin Luthers mit weiteren Nonnen das Kloster Nimbschen nahe Grimma.
Die Stadtbrauerei wurde um 1300 gegründet (seit 1858 Brauerei Hildebrandt, seit 1872/1880 Brauerei Frohberg, bis ca. 1918 Stadtbrauerei).
Von dieser Brauerei stammt die Bezeichnung „Frohberg“ für den einen der beiden weit verbreiteten Typen untergäriger Bierhefe (Saccharomyces pastorianus bzw. S. carlsbergensis), der andere Typ ist nach Saaz benannt (durch Paul Lindner 1909).
1857 wurde die katholische Kirche St. Trinitatis eingeweiht.
1946 fand in der Berufsschule die erste Kunstausstellung nach dem Ende des NS-Staats statt, an der 36 Künstler teilnahmen. 1952 wurde in der Historischen Wache am Rathaus das kleine Kunsthaus „Bild der Zeit“ und ein kleiner Klubraum eingerichtet. Dazu schrieb die Zeitschrift Bildende Kunst: Grimma „darf für sich den Ruhm beanspruchen, als erste Stadt nach Berlin für ihre Künstler ein eigenes Heim geschaffen zu haben.“ Anlässlich der Übergabe an den Verband Bildender Künstler Deutschlands wurde dort die erste Kunstausstellung in Grimma seit dem Ende des NS-Staats eröffnet, der weitere folgten. Die Galerie trägt heute den Namen Rathausgalerie.
Grimma war ab 1952 Kreisstadt des Kreises Grimma und von 1994 bis 2008 des Muldentalkreises und besitzt nun den Status einer Großen Kreisstadt.

### Hochwasser

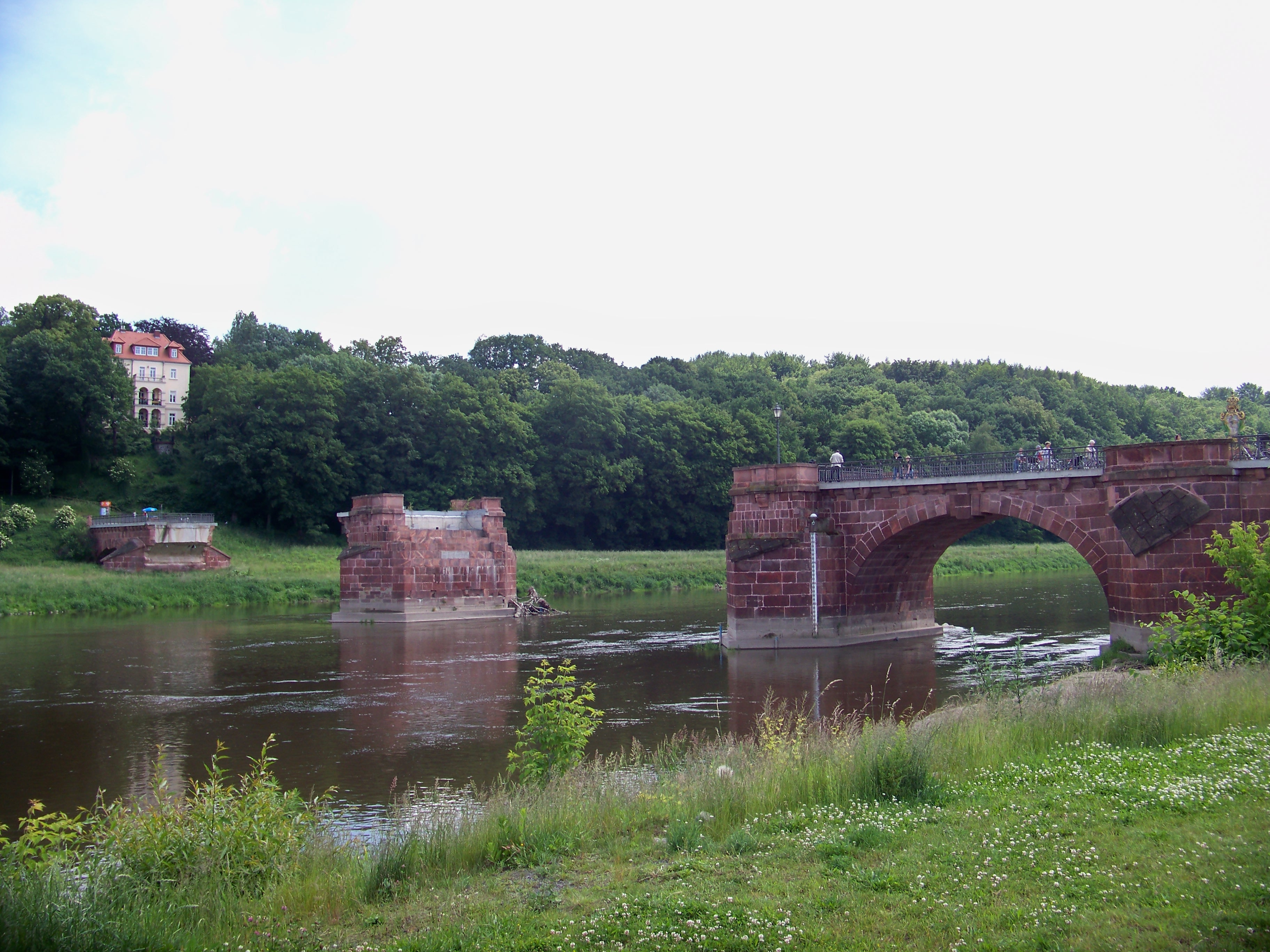
Die durch Hochwasser zerstörte Pöppelmannbrücke im Jahr 2009

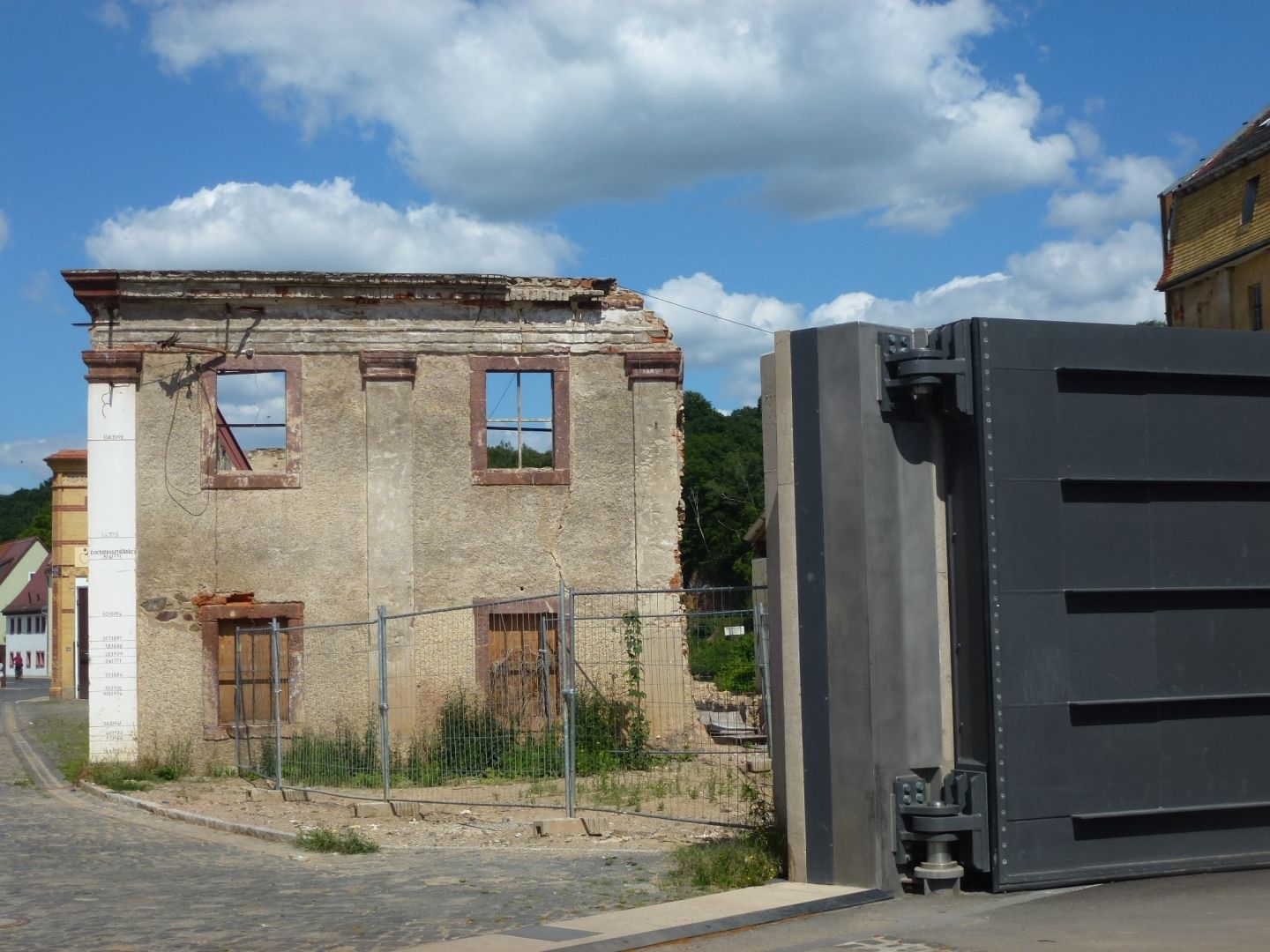
Hochwasserschutztor an der Ruine der Großmühle

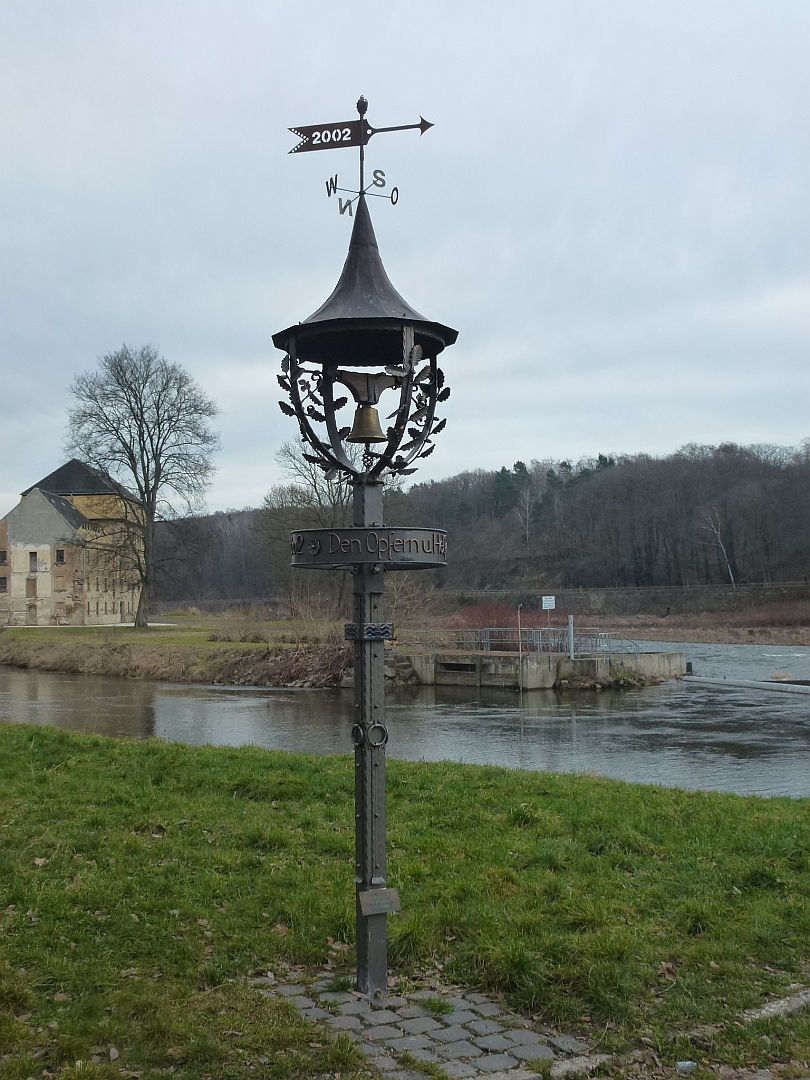
Denkmal zur Erinnerung an das Hochwasser 2002

Vom Hochwasser um den 13. August 2002 wurden zahlreiche Häuser der Altstadt zerstört oder stark beschädigt; mittlerweile konnten jedoch fast alle wieder aufgebaut werden. Die historische Muldebrücke wurde durch das Hochwasser zerstört und ab September 2009 in hochwasserangepasster Bauweise wiederaufgebaut. Am 19. August 2012 wurde sie wieder für den Verkehr freigegeben. Ein von Friedhelm Lach geschaffenes Denkmal aus Rochlitzer Porphyr erinnert an die Hochwasserkatastrophe.
Im Mai/Juni 2013 traf die wieder aufgebaute Stadt eine neue Überschwemmungskatastrophe mit ähnlichen Folgen für die Altstadt wie im August 2002. Die rekonstruierte Muldebrücke hielt der neuen Hochwasserwelle stand, durch die verbesserte Konstruktion des Bauwerkes konnten die von der Brücke ausgehenden Hochwasserauswirkungen durch Rückstau gegenüber 2002 vermindert werden.
Die von den beiden Hochwassern verursachten Schäden lagen jeweils im dreistelligen Millionenbereich: So betrug nach MDR-Informationen die Schadensbilanz 2002 rund 250 Millionen Euro; 2013 waren es noch einmal 150 Millionen Euro.
Zum Schutz der Stadt wurden nach 2013 vorhandene Gebäudemauern ertüchtigt sowie eine freistehende Hochwasserschutzmauer mit verschließbaren Toranlagen und eine unterirdische Dichtwand als Bohrpfahlwand errichtet.
Die Hochwasserschutzanlage wurde im Juni 2019 fertiggestellt (Gesamtkosten 60 Millionen Euro). Am Wochenende des 24./25. Juli 2021 wurde, vermutlich durch Vandalismus, ein Tor der Anlage so stark zerstört, dass es nicht mehr funktionsfähig war. Es wurde danach innerhalb von ca. vier Wochen wieder repariert.

### Eingemeindungen
Der Vorort Amtshäuser wurde 1872 nach Grimma eingemeindet. Das Kloster Nimbschen folgte 1948. Am 1. Januar 1952 wurde Hohnstädt eingemeindet. Döben, Höfgen und Beiersdorf kamen 1994 hinzu. Im Jahr 2006 folgte Großbardau. Anfang 2011 kamen Nerchau mit 14 Ortsteilen nach einem Bürgerentscheid am 6. Juni 2010, Thümmlitzwalde mit 21 Ortsteilen nach einem Einigungsvertrag und die nördlichen Ortsteile von Großbothen hinzu. Am 18. September 2011 entschieden sich die Bürger von Mutzschen und den zugehörigen Ortsteilen für eine Fusion mit der Stadt Grimma. Diese erfolgte am 1. Januar 2012.

### Exil an der Mulde: Die Thomaner 1943–1945 in der Fürstenschule Grimma
Bei den Bombenangriffen der Alliierten auf Leipzig am 4. Dezember 1943 wurde auch das Alumnat des Thomanerchores in der Hillerstraße stark beschädigt: Ein Bombentreffer machte das Bewohnen unmöglich; die Thomaner brauchten kurzfristig ein neues, sicheres Zuhause.
Wie es zum Kontakt nach Grimma kam, lässt sich nicht mehr genau belegen. Fest steht: Bereits am folgenden Tag – am Sonntag, dem 5. Dezember 1943 – kamen Kantor Günther Ramin und sein Chor in der Muldestadt unter: Ausweichquartier wurde die Fürstenschule zu Grimma. Aus der anfangs sicher als Übergangslösung gedachten Unterbringung sollten schließlich achtzehn Monate werden. Von Grimma aus reisten die Thomaner regelmäßig nach Leipzig zu ihren Motetten-Aufführungen und zu zahlreichen Auftritten vielerorts in Deutschland.
Am 18. Dezember 1993 sangen die Thomaner erneut in der Frauenkirche Grimma – sie erinnerten mit Bachs Weihnachtsoratorium an ihr Konzert in derselben Kirche mit demselben Musikwerk auf den Tag genau vor 50 Jahren und an jene anderthalb Jahre, als die Muldestadt den Thomanern Heimat war.

### Bevölkerungsentwicklung

Einwohnerentwicklung von Grimma von Ende 2003 bis 2016

- 1900: 10. 916

- 1917: 10.859
- 1933: 12.216 (Volkszählung)
- 1939: 13.942

| - 2003: 18.212 - 2004: 18.049 - 2005: 18.007 - 2006: 19.579 - 2007: 19.397 - 2008: 19.106 - 2009: 18.807 - 2011: 26.993 | - 2012: 28.819 - 2013: 28.553 - 2014: 28.411 - 2015: 28.480 - 2016: 28.322 - 2017: 28.153 - 2019: 28.173 |

## Politik

### Stadtrat
Der Stadtrat ist die kommunale Volksvertretung der Stadt Grimma. Über die Vergabe der Sitze entscheiden die Bürger alle fünf Jahre in allgemeiner, unmittelbarer, freier, gleicher und geheimer Wahl, zuletzt bei der Stadtratswahl am 9. Juni 2024.
| Stadtrat ab 2024Insgesamt 26 Sitze - DEM!: 1 - SPD: 2 - BfG: 5 - FW: 6 - ASL: 2 - CDU: 3 - AfD: 6 - FS: 1 | Liste                                                      | 2024   | 2024   | 2019   | 2019   | 2014   | 2014   |
| Stadtrat ab 2024Insgesamt 26 Sitze - DEM!: 1 - SPD: 2 - BfG: 5 - FW: 6 - ASL: 2 - CDU: 3 - AfD: 6 - FS: 1 | Liste                                                      | Sitze  | in %   | Sitze  | in %   | Sitze  | in %   |
| Stadtrat ab 2024Insgesamt 26 Sitze - DEM!: 1 - SPD: 2 - BfG: 5 - FW: 6 - ASL: 2 - CDU: 3 - AfD: 6 - FS: 1 | AfD                                                        | 6      | 25,0   | 4      | 16,2   | –      | –      |
| Stadtrat ab 2024Insgesamt 26 Sitze - DEM!: 1 - SPD: 2 - BfG: 5 - FW: 6 - ASL: 2 - CDU: 3 - AfD: 6 - FS: 1 | Freie Wählervereinigung Grimma e. V.                       | 6      | 22,7   | 11     | 38,0   | –      | –      |
| Stadtrat ab 2024Insgesamt 26 Sitze - DEM!: 1 - SPD: 2 - BfG: 5 - FW: 6 - ASL: 2 - CDU: 3 - AfD: 6 - FS: 1 | Bürger für Grimma                                          | 5      | 20,9   | 5      | 18,9   | 8      | 28,9   |
| Stadtrat ab 2024Insgesamt 26 Sitze - DEM!: 1 - SPD: 2 - BfG: 5 - FW: 6 - ASL: 2 - CDU: 3 - AfD: 6 - FS: 1 | CDU                                                        | 3      | 11,4   | 2      | 6,5    | 4      | 15,3   |
| Stadtrat ab 2024Insgesamt 26 Sitze - DEM!: 1 - SPD: 2 - BfG: 5 - FW: 6 - ASL: 2 - CDU: 3 - AfD: 6 - FS: 1 | SPD                                                        | 2      | 6,4    | 1      | 5,3    | 2      | 10,4   |
| Stadtrat ab 2024Insgesamt 26 Sitze - DEM!: 1 - SPD: 2 - BfG: 5 - FW: 6 - ASL: 2 - CDU: 3 - AfD: 6 - FS: 1 | Allianz Stadt + Land Grimma                                | 2      | 6,1    | 1      | 5,2    | 4      | 14,2   |
| Stadtrat ab 2024Insgesamt 26 Sitze - DEM!: 1 - SPD: 2 - BfG: 5 - FW: 6 - ASL: 2 - CDU: 3 - AfD: 6 - FS: 1 | Grimma zeigt Kante – für Demokratie vor Ort. – DEMOKRATIE! | 1      | 4,6    | –      | –      | –      | –      |
| Stadtrat ab 2024Insgesamt 26 Sitze - DEM!: 1 - SPD: 2 - BfG: 5 - FW: 6 - ASL: 2 - CDU: 3 - AfD: 6 - FS: 1 | Freie Sachsen                                              | 1      | 2,8    | –      | –      | –      | –      |
| Stadtrat ab 2024Insgesamt 26 Sitze - DEM!: 1 - SPD: 2 - BfG: 5 - FW: 6 - ASL: 2 - CDU: 3 - AfD: 6 - FS: 1 | Linke                                                      | –      | –      | 2      | 7,0    | 4      | 13,9   |
| Stadtrat ab 2024Insgesamt 26 Sitze - DEM!: 1 - SPD: 2 - BfG: 5 - FW: 6 - ASL: 2 - CDU: 3 - AfD: 6 - FS: 1 | Grüne                                                      | –      | –      | –      | 2,9    | –      | –      |
| Stadtrat ab 2024Insgesamt 26 Sitze - DEM!: 1 - SPD: 2 - BfG: 5 - FW: 6 - ASL: 2 - CDU: 3 - AfD: 6 - FS: 1 | FWOG                                                       | –      | –      | –      | –      | 4      | 14,9   |
| Stadtrat ab 2024Insgesamt 26 Sitze - DEM!: 1 - SPD: 2 - BfG: 5 - FW: 6 - ASL: 2 - CDU: 3 - AfD: 6 - FS: 1 | FDP                                                        | –      | –      | –      | –      | –      | 2,4    |
| Stadtrat ab 2024Insgesamt 26 Sitze - DEM!: 1 - SPD: 2 - BfG: 5 - FW: 6 - ASL: 2 - CDU: 3 - AfD: 6 - FS: 1 | Wahlbeteiligung                                            | 66,3 % | 66,3 % | 57,4 % | 57,4 % | 44,8 % | 44,8 % |

Der AfD-Stadtrat Kurt Hättasch wurde am Anfang November 2024 wegen der vermuteten Mitgliedschaft in der rechtsterroristischen Gruppe Sächsische Separatisten verhaftet. Bei der Festnahme trat er den Polizisten mit einer Langwaffe entgegen und wurde seinerseits durch einen Schuss aus einer Polizeiwaffe verwundet.

### Oberbürgermeister
Matthias Berger wurde im Juni 2022 mit 85,9 % der Stimmen bei einer Wahlbeteiligung von 54,8 % im Amt bestätigt. Er war seit 2001 im Amt. Bei der Landtagswahl in Sachsen am 1. September 2024 wurde Berger als Direktkandidat für die Freien Wähler im Wahlkreis Leipzig Land 3 in den Sächsischen Landtag gewählt. Am 13. September 2024 nahm Berger das Mandat an, wodurch er ab 1. Oktober 2024 nicht länger Grimmaer Oberbürgermeister sein konnte. Das Amt wurde bis zur Neuwahl, die am 23. Februar 2025 stattfand, vertretungsweise durch die Beigeordnete Ute Kabitzsch ausgeübt. Bei der Wahl 2025 wurde Tino Kießig (Allianz Stadt + Land Grimma) gegen zwei Mitbewerber gewählt. Aufgrund eines fristgerechten Einspruches verzögert sich die Vereidigung des Wahlgewinners.
| Wahl | Bürgermeister      | Vorschlag | Wahlergebnis (in %) |
| ---- | ------------------ | --------- | ------------------- |
| 1990 | Hans-Hennig Rösler |           | Wahl durch Stadtrat |
| 1992 | Klaus-Jürgen Linke | CDU       | Wahl durch Stadtrat |
| 1994 | Osmar Brück        | SPD       | 54,3                |
| 2001 | Matthias Berger    | CDU       | 57,6                |
| 2008 | Matthias Berger    | Berger    | 98,2                |
| 2015 | Matthias Berger    | Berger    | 89,9                |
| 2022 | Matthias Berger    | Berger    | 85,9                |
| 2025 | Tino Kießig        | ASL       | 64,3                |

### Städtepartnerschaften
Partnerstädte von Grimma sind
- Bron (Métropole de Lyon) in Frankreich, seit 1971
- Weingarten in Baden-Württemberg, seit 1990
- Rüdesheim (Nahe) in Rheinland-Pfalz, seit 1995
- Leduc in Kanada, seit 2002
- Gezer in Israel, seit 2011

## Kultur und Sehenswürdigkeiten
- siehe auch: Liste der Kulturdenkmale in Grimma

### Sehenswürdigkeiten
Hauptsehenswürdigkeit von Grimma ist die am Ufer der Mulde gelegene historische Altstadt mit zahlreichen Baudenkmälern aus verschiedenen Epochen (siehe die folgende Aufzählung). Sie misst von Süd nach Nord rund einen dreiviertel Kilometer und von Ost nach West einen halben Kilometer. Damit ist sie nach Leipzig die größte Altstadt sowohl in Westsachsen als auch im einstigen Regierungsbezirk Leipzig, dem jetzigen Direktionsbezirk Leipzig.
- Die alte Muldebrücke, erbaut 1716–1719 nach Entwürfen von Barockbaumeister Matthäus Daniel Pöppelmann, wurde beim Hochwasser 2002 zerstört, nach dreijähriger Bauzeit wurde sie im August 2012 wieder eröffnet.
- Die Hängebrücke über der Mulde von 1925 ist eine Fußgängerbrücke und mit 80 m die längste Tragseilbrücke in Sachsen. Sie verbindet den Stadtwald mit der Stadtseite Grimmas, u. a. mit der Gattersburg.
- Eine Nachbildung der kursächsischen Postdistanzsäule von 1723 steht am ehem. Leipziger Tor.
- Der originale Schriftblock der artgleichen Säule vom ehem. Brückentor ist im Rathausfoyer ausgestellt.
- In der historischen Altstadt fällt besonders das Renaissance-Rathaus als Mittelpunkt der Stadt auf.
- In Grimma finden sich Gebäude aus den verschiedensten Stilepochen:
  - die Klosterkirche St. Augustin, die nicht mehr als Kirche, sondern als Ausstellungs-, Konzert- und Kulturhalle genutzt wird. Sie bildet zusammen mit dem Gymnasium St. Augustin (Architekt: Hugo Nauck) ein für Spaziergänger auf der anderen Mulde-Seite besonderes bauliches Ensemble, das heute überregional zu den am meisten bekannten Stadtansichten der Muldestadt zählt
  - das Kreismuseum (ehemalige Mädchenschule)
  - die ehemalige Druckerei „Seume-Haus“ im ältesten Renaissancehaus am Markt
  - die Rathausgalerie
  - das „Stadtgut“, ein Barockhaus am Markt
  - ehemaliges mittelalterliches Hospital „Zum Heiligen Kreuz“

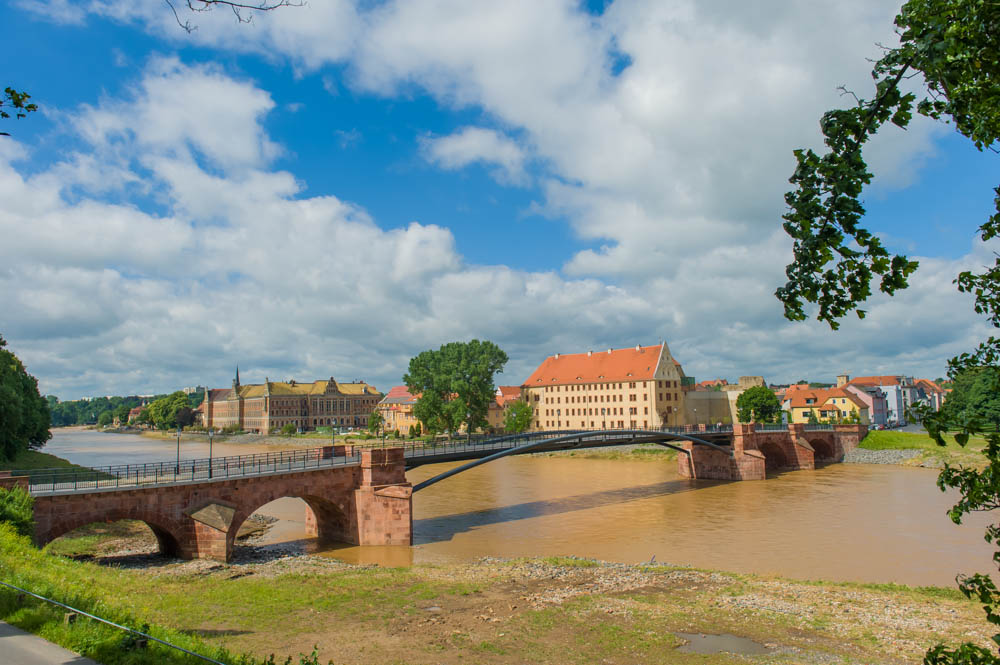
Neue Pöppelmannbrücke
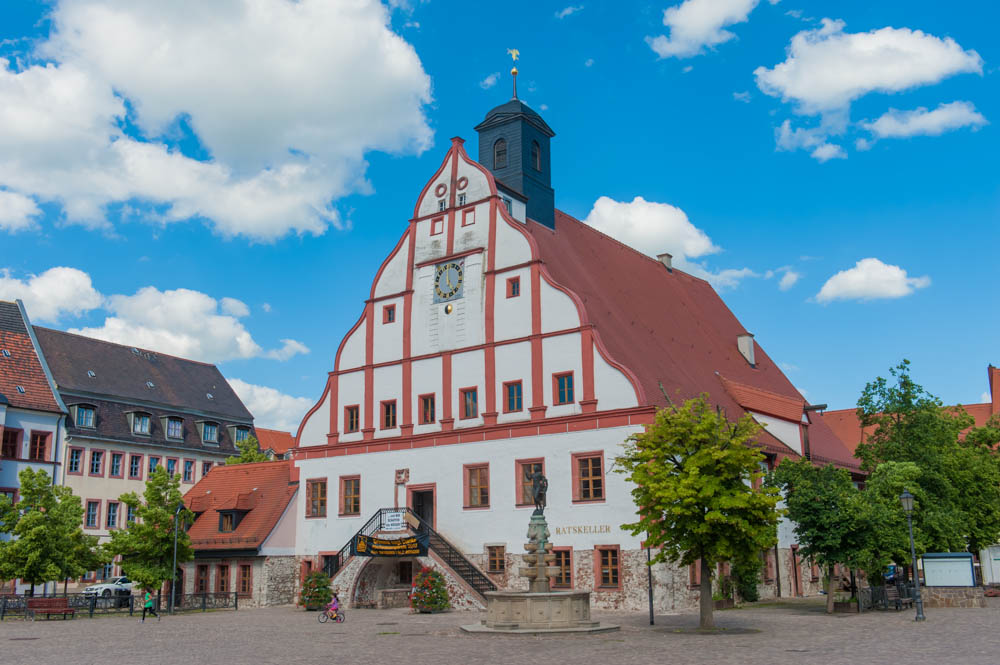
Rathaus Grimma nach dem Hochwasser 2013
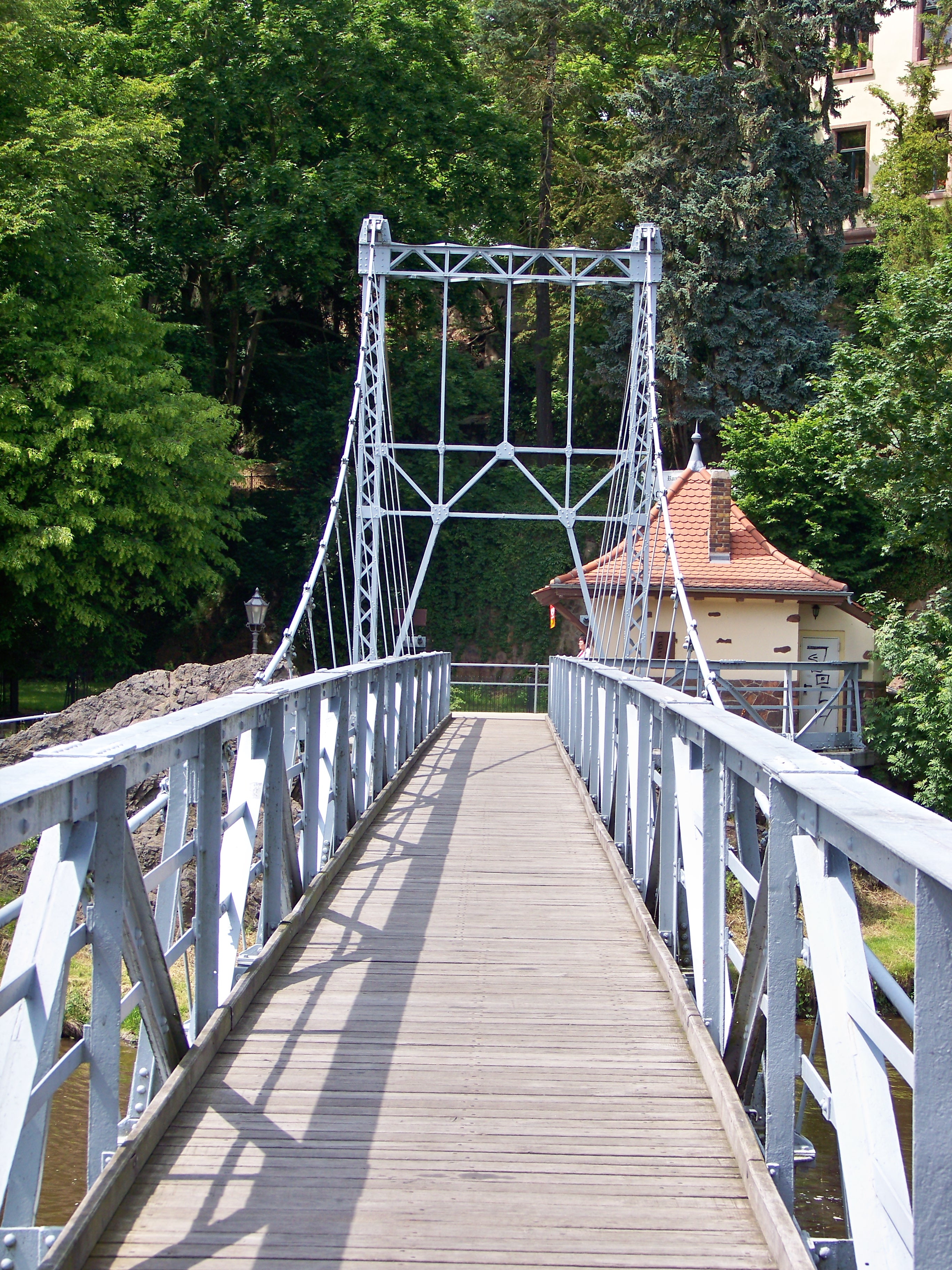
Hängebrücke
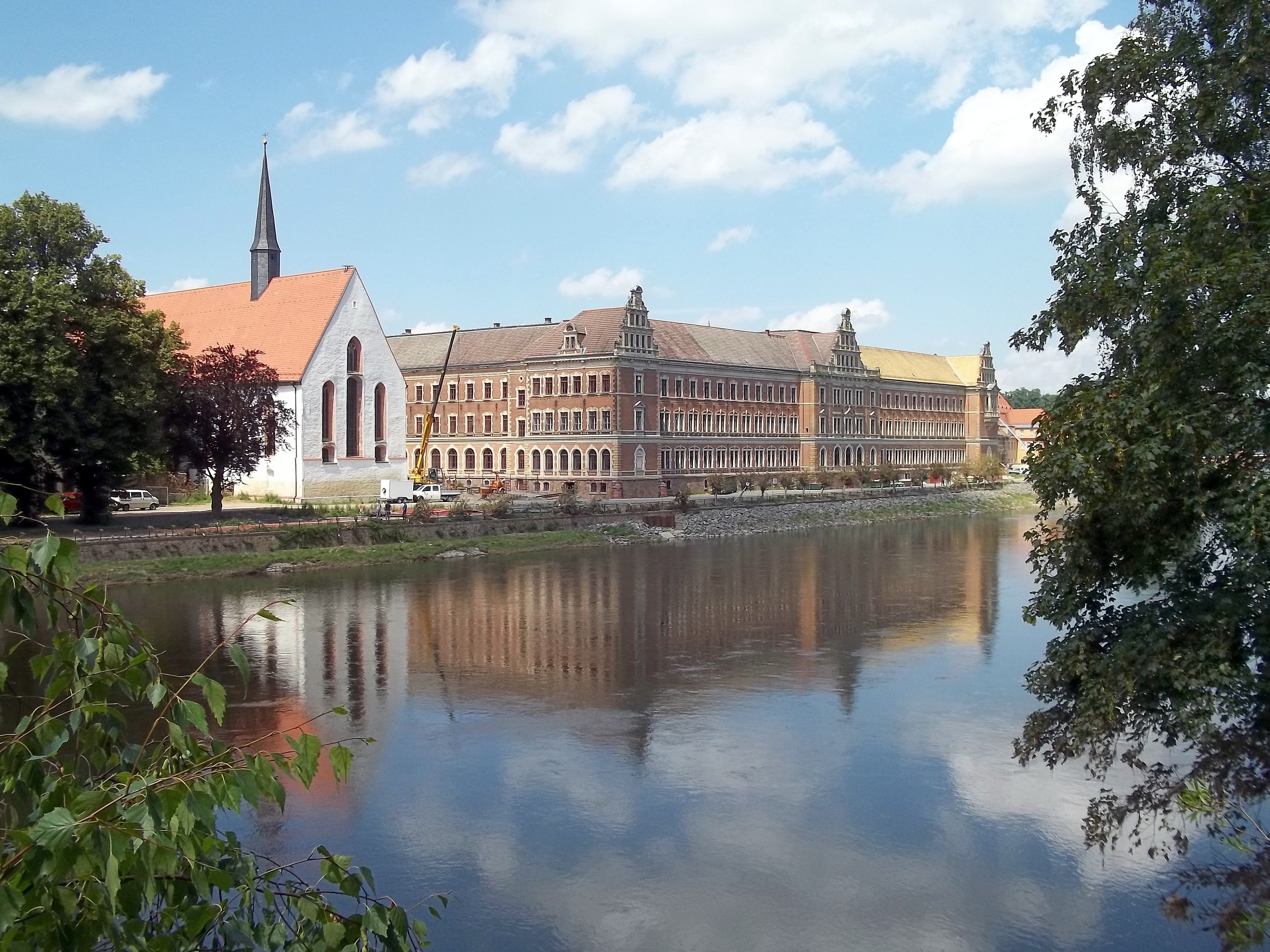
Eine der bekanntesten Ansichten von Grimma: Die Klosterkirche Grimma und das benachbarte Gymnasium St. Augustin (Architekt: Hugo Nauck)
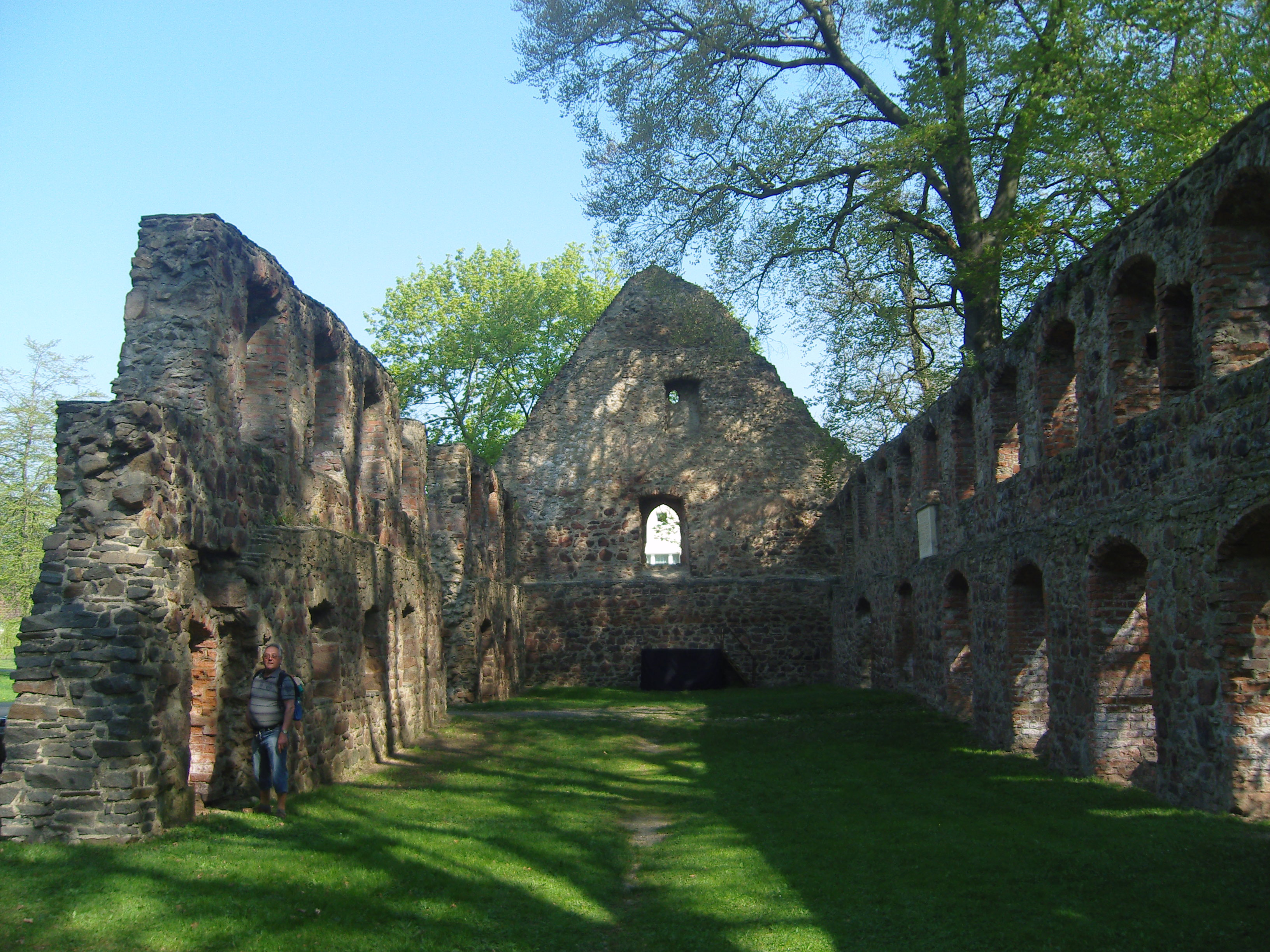
Kloster Nimbschen

- in Hohnstädt die Seume-Gedenkstätte im „Göschenhaus“ des Verlegers und Druckers Georg Joachim Göschen
- in Höfgen die Wehrkirche Höfgen, die Denkmalschmiede (früher ein Bauerngut, jetzt wird der Vierseithof als Veranstaltungsort und als Podium für die schönen Künste genutzt. Er steht unter Denkmalschutz.[48]) und die beiden technischen Schauanlagen Schiff- und Wassermühle
- Die Döbener Kirche aus dem 12. Jahrhundert ist romanischen Ursprungs.
- Der Jutta-Park zusammen mit dem Bismarckturm gilt als „Ort der Ruhe“. Vom Turm hat man Aussicht über das Umfeld. Der mit Skulpturen gesäumte Park wurde 1900 im englischen Stil angelegt.
- Das Kloster Nimbschen ist ein ehemaliges Zisterzienserinnenkloster. Hier lebte auch Katharina von Bora, die spätere Frau Martin Luthers. Sie floh von dort in der Osternacht 1523 mit weiteren Nonnen. Heute ist der Ort der Reformationsgeschichte immer noch zu besichtigen. Vom Kloster steht aber nur noch die Ruine eines Einzelgebäudes. Der Lutherweg führt durch Nimbschen.
- Zwischen Höfgen und Grimma verkehren zwei Motorschiffe. Und eine Gierseilfähre verbindet die Ufer Nimbschen und Höfgen.
- Das Schloss Grimma ist der älteste profane Zeuge der Stadt, es wurde (Stand 2009) zum Justizzentrum umgebaut.
- Die ehemalige Fürsten- und Landesschule, das heutige Gymnasium St. Augustin entstand 1550 aus einer Klosteranlage der Augustinereremiten.
- Zwei historische Stadtkirchen haben Wasser, Feuer und Kriege überstanden:
  - die erste sächsische Bettelordenkirche: Die Klosterkirche der Augustinereremiten, in der schon Reformator Martin Luther mehrfach predigte und den Sakralbau als „Brustbrecher“ bezeichnete, ist nicht mehr im Originalzustand. Nach dem Einsturz des Daches Ende der 1980er-Jahre wurde die Kirche völlig beräumt und ein Dachstuhl aus Stahlträgerelementen aufgesetzt. Sie wird heute zu kulturellen Zwecken genutzt.
  - die doppeltürmige Frauenkirche, deren mächtige Westfront aus dem 12. Jahrhundert stammt.
- Die Friedhofskirche Zum heiligen Kreuz außerhalb des alten Stadtkernes. In ihr befindet sich der kunstgeschichtlich wertvolle Nicolaialtar von 1519, der bei Abbruch der Nicolaikirche 1888 dorthin versetzt wurde.
- Erwähnenswert sind auch die Mauerlauben auf der Stadtmauer und die mittelalterlichen Wohntürme, wie das Stadtgut im Stadtkern.
- Am Frauenkirchhof befindet sich ein Wohnhaus (ehemals Knabenschule), das auch mit Grabsteinen erbaut wurde.
- Eine der ältesten Mühlen in Sachsen war der Vorgängerbau der Großmühle (zurzeit ruinös).
- Am Markt Nr. 18 befindet sich das ehemalige Wohnhaus des Zinngießers Weber, der einst die zinnerne Klistierspritze erfand.
- Im Rathaus gibt es noch eine „geheime Folterkammer“ mit Geheimgang zum Bürgermeisterzimmer zu sehen.
- Als weitere Gebäude sind zu nennen: das Alte Seminar, das Baderhaus, das Tuchmacherhaus, die Jacobskapelle, die Katholische Kirche, die alte Amtshauptmannschaft, der Bahnhof, die ehemaligen Husarenkasernen, die Rote Schule und das heutige Gymnasium am Schwanenteich.

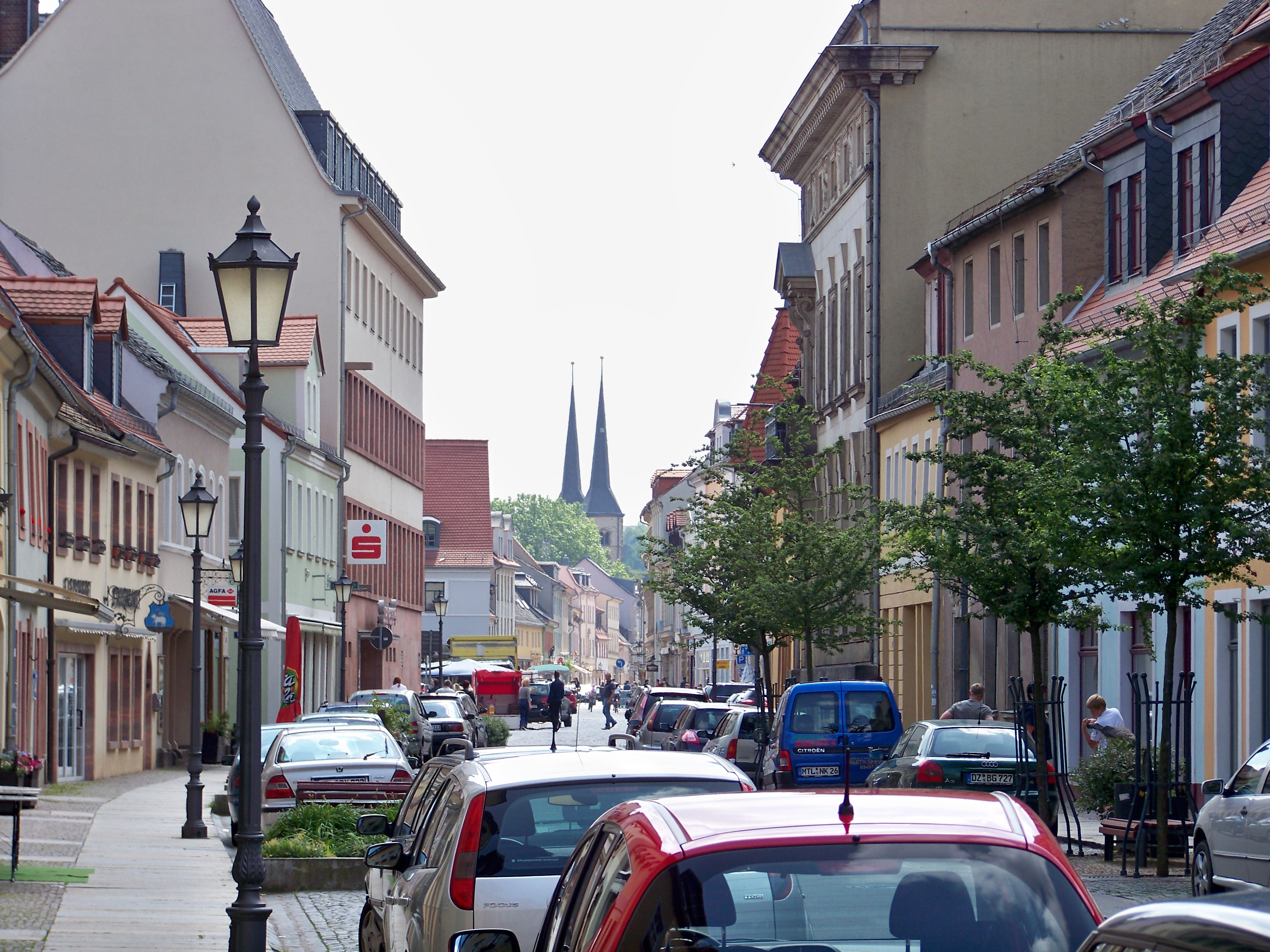
Hohnstädter Straße in der Altstadt
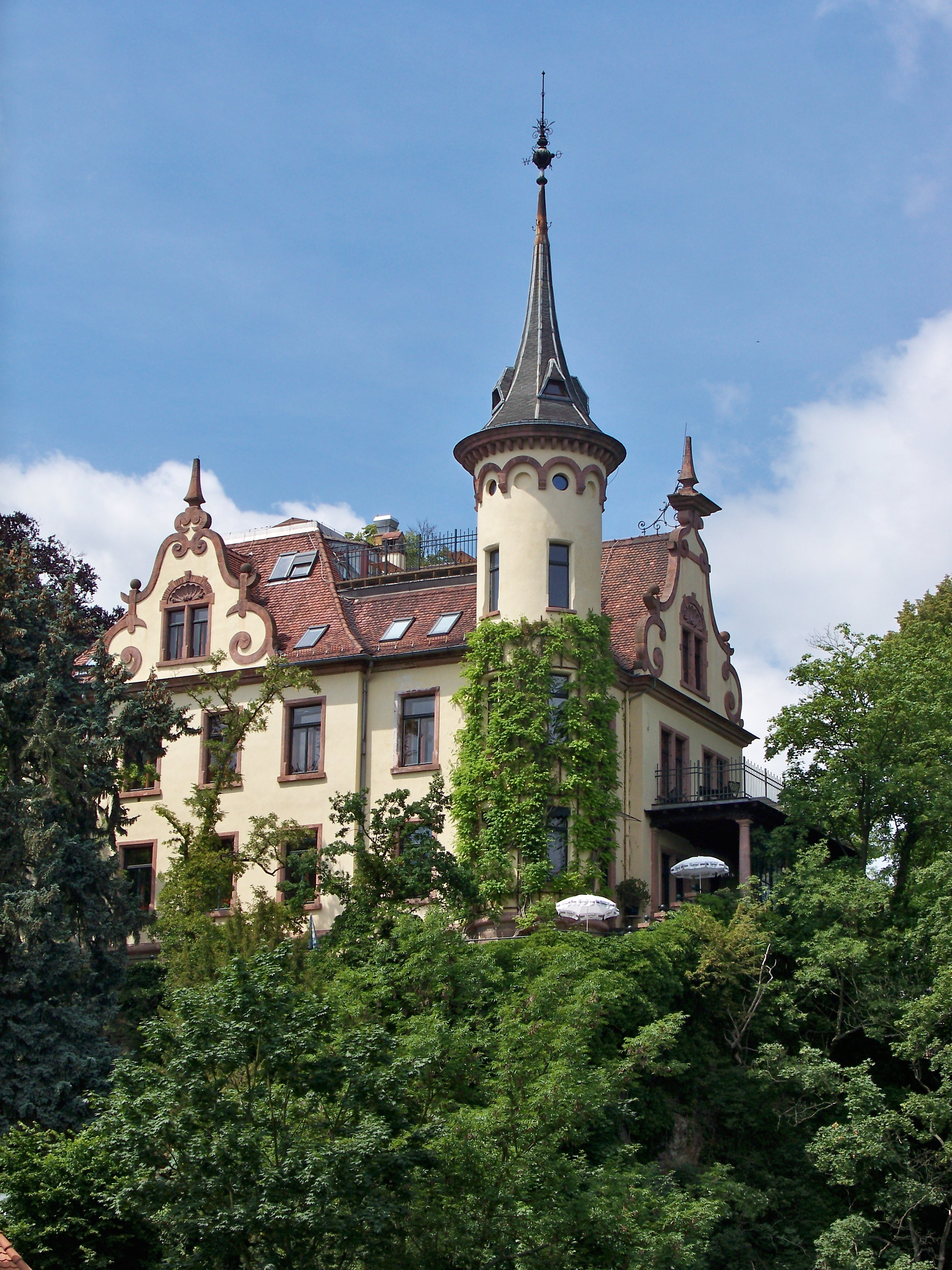
Gattersburg
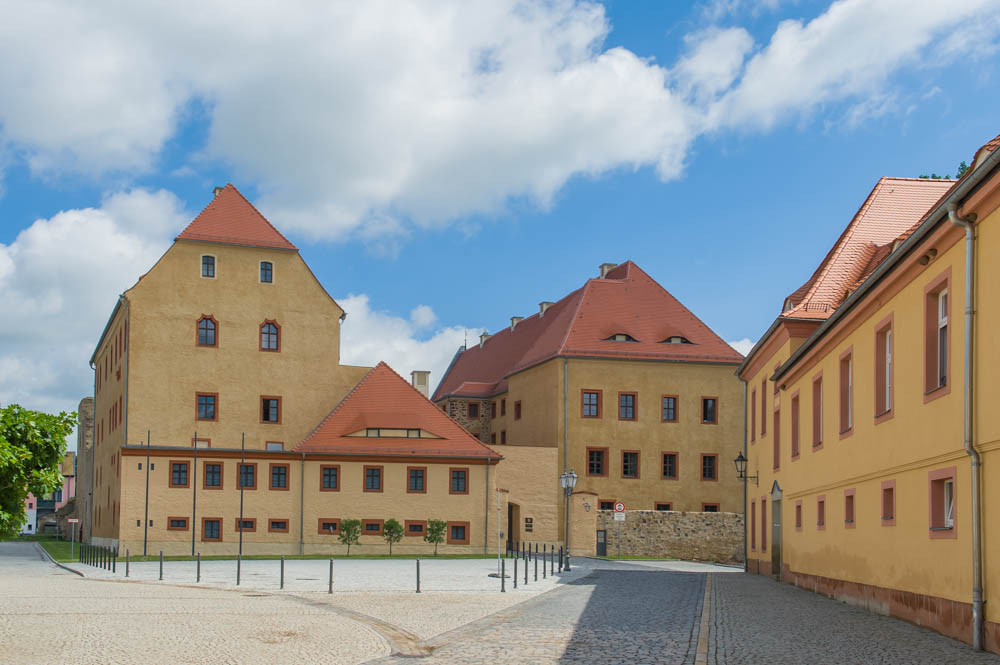
Schloss Grimma (2013)
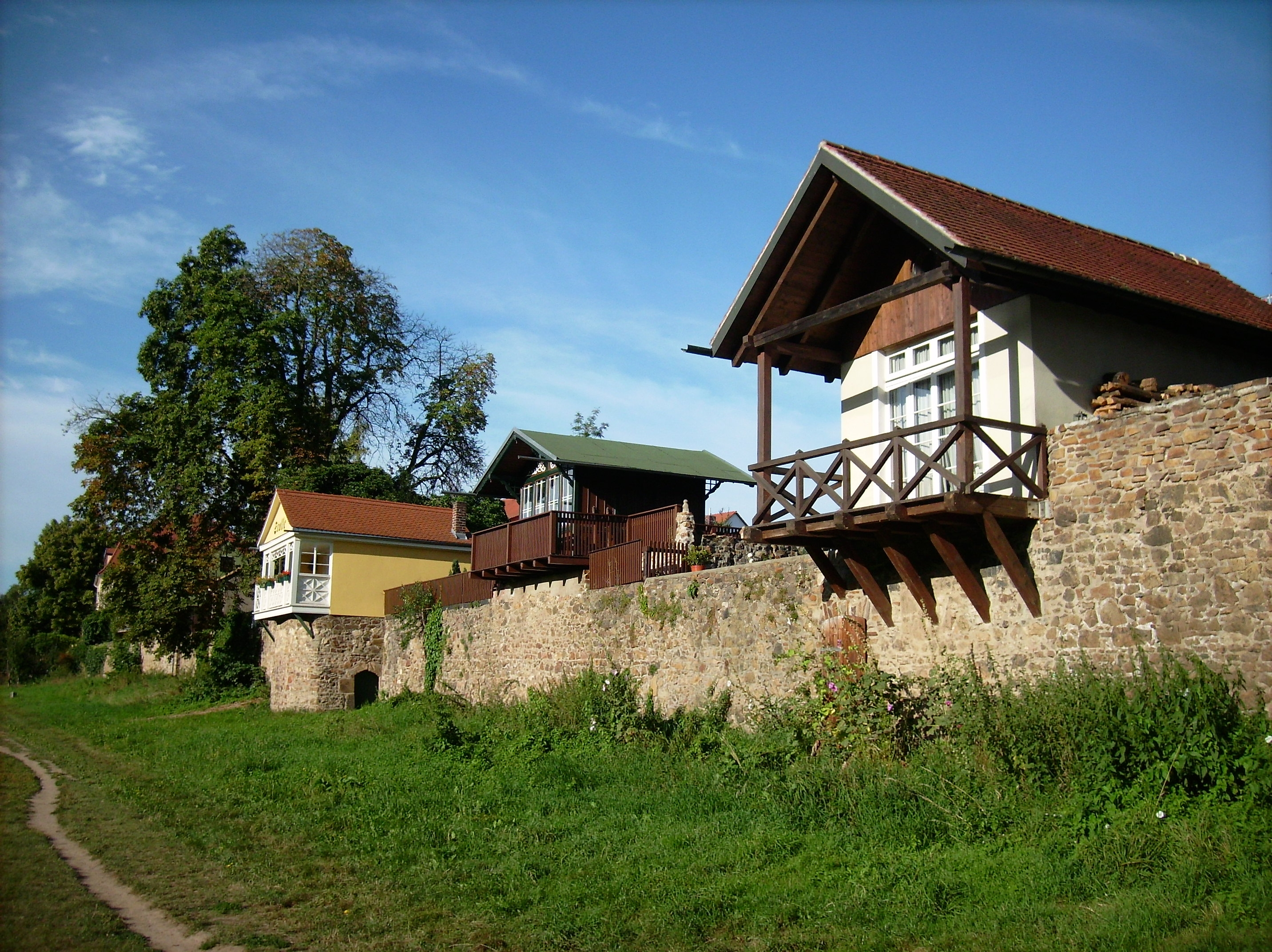
Lauben auf der Stadtmauer
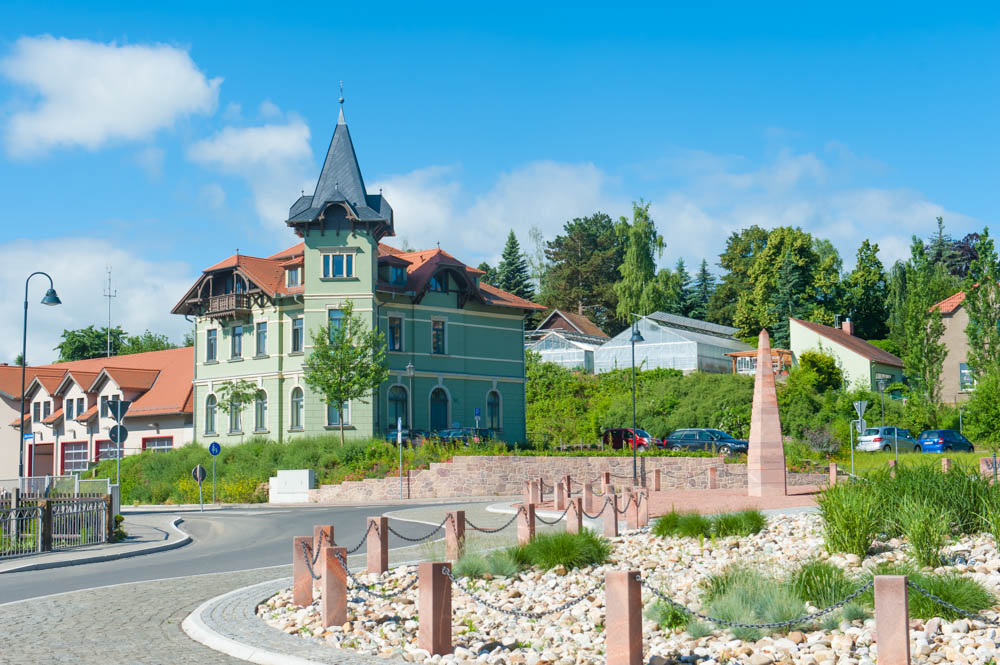
Stadtarchiv Grimma
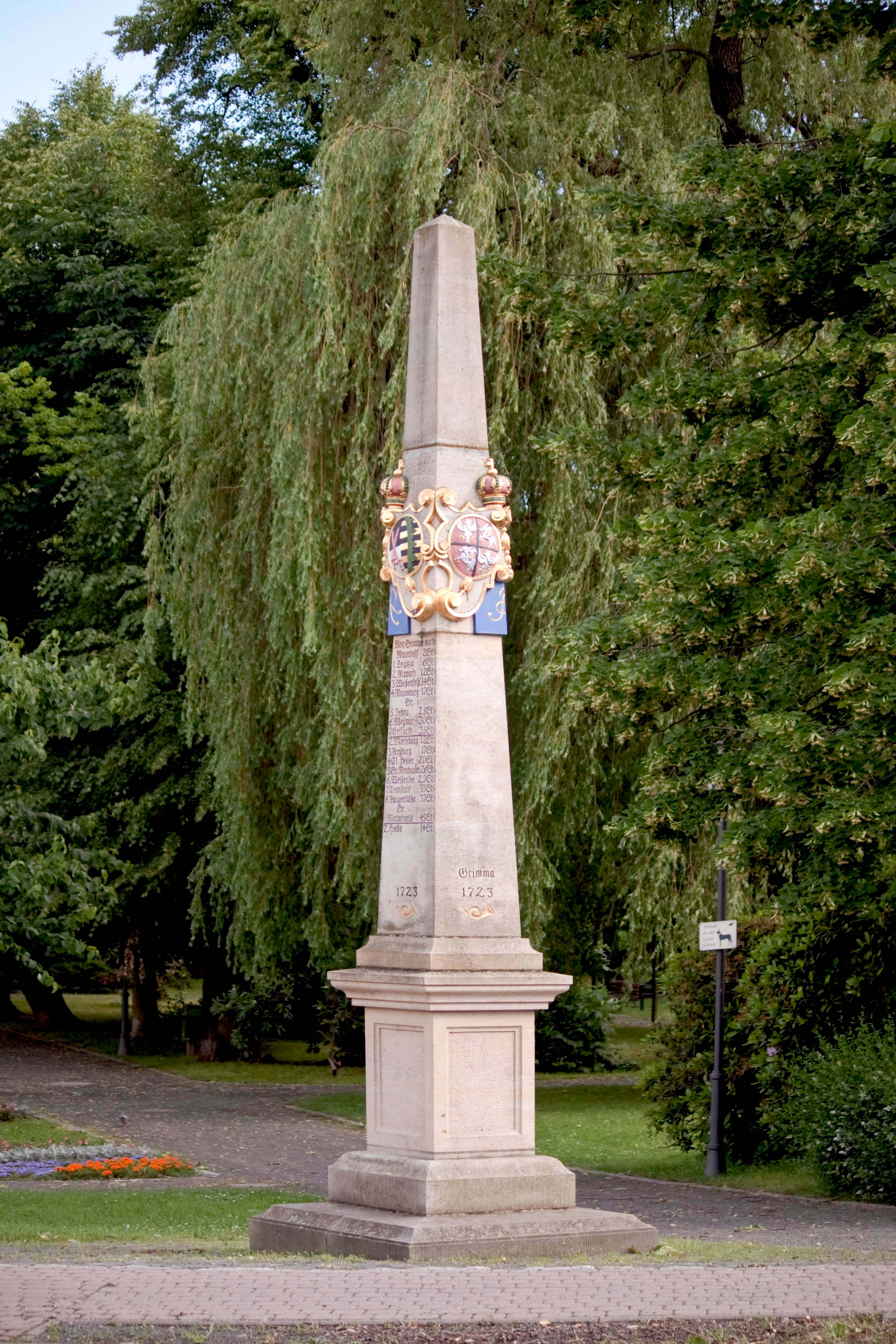
Nachbildung der kursächsischen Postmeilensäule

### Naturschutz
- Siehe auch: Liste der Naturdenkmale in Grimma

### Gedenkstätten

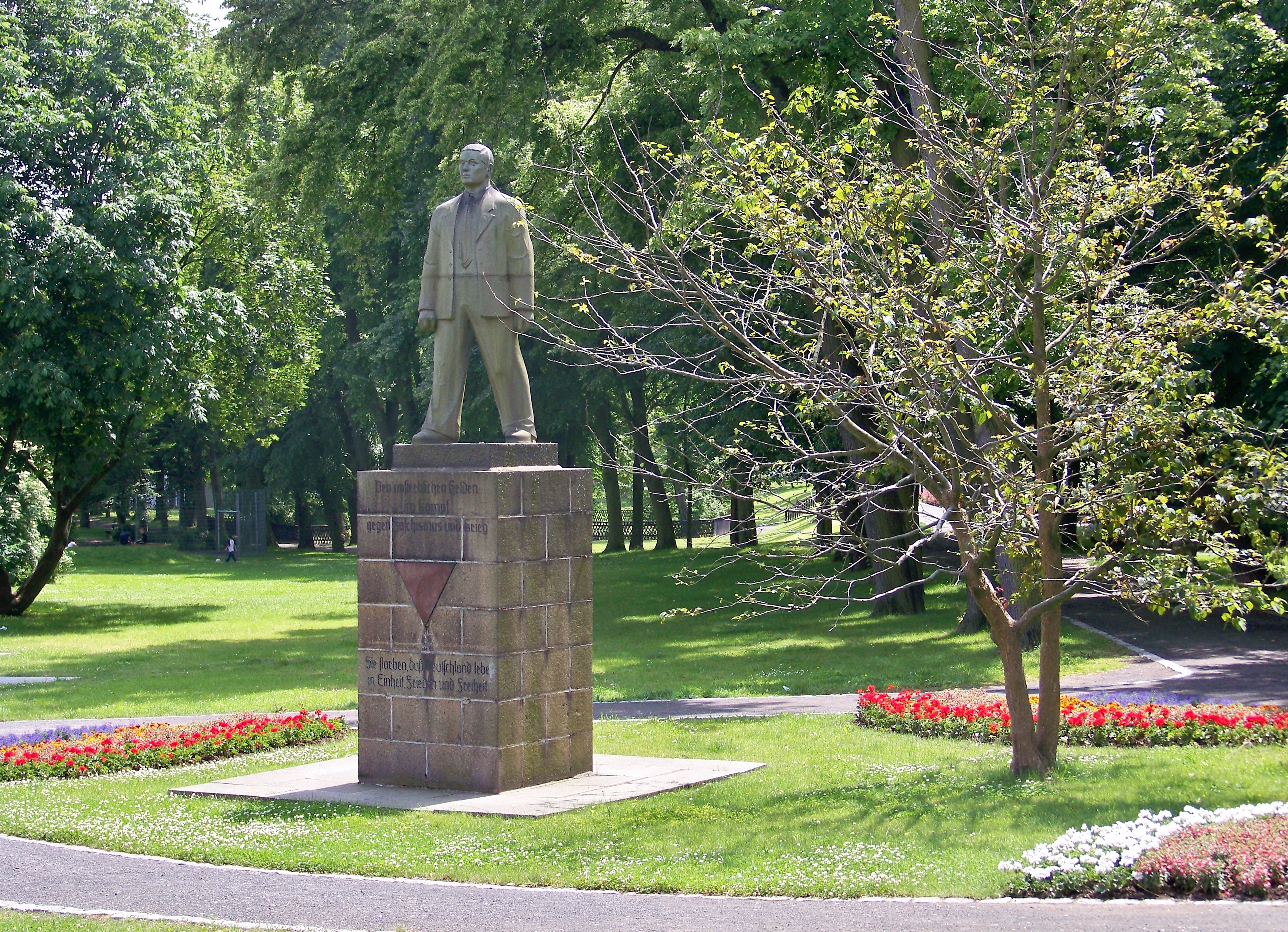
Ehrenmal für Widerstandskämpfer im Stadtpark

- Grabstätten und Gedenkstein auf dem Ortsfriedhof für Kriegsgefangene sowie Frauen und Männer verschiedener Nationen, die während des Zweiten Weltkrieges nach Deutschland verschleppt und Opfer von Zwangsarbeit in der Rüstungsproduktion wurden
- Ehrenmal für Widerstandskämpfer und Opfer des Faschismus im Stadtpark am Schwanenteich
- Gedenkstein für die Gefallenen des Ersten Weltkrieges aus dem Stadtteil Hohnstädt im Seumepark unweit des Göschenhauses
- Denkmal für die sowjetischen Gefallenen des Zweiten Weltkrieges, errichtet 1945 im Bahnhofspark. Bestandteil war bis 1992 ein Panzer vom Typ T-34, welcher nach Protesten der Bevölkerung entfernt wurde.

### Regelmäßige Veranstaltungen
In der Turnhalle am Seumehaus des Gymnasiums St. Augustin findet ein Basketballturnier gegen Rassismus und Gewalt statt. Im Grimma finden außerdem ein CrossOver-Festival für Jugendliche, der Deutschland-Pokal für Hobbyeisläufer in der GGI-Eislaufhalle und unregelmäßig die Grimmaer Liederflut, als internationales Musikfestival, anlässlich des Hochwassers im August 2002 statt. Der Grimmaer Citylauf ist zehn Kilometer lang mit acht Runden je 1,25 km. Der „Klostermarathon“, ein Mountainbike-Rennen, wurde bis 2007 vom RV 99 Grimma ausgerichtet. Der Muldental-Triathlon wird vom Muldental-Triathlon e. V. organisiert. Das Radrennen „Rund ums Muldental“ findet ebenfalls seit einigen Jahren wieder statt. Der Muldentaler Städtelauf erstreckt sich von Wurzen nach Grimma, ähnlich wie die Mulderegatta. Jährlich findet das Grimmaer Stadtfest vom Gewerbeverein Grimma Ende September/Anfang Oktober statt.

## Bildung

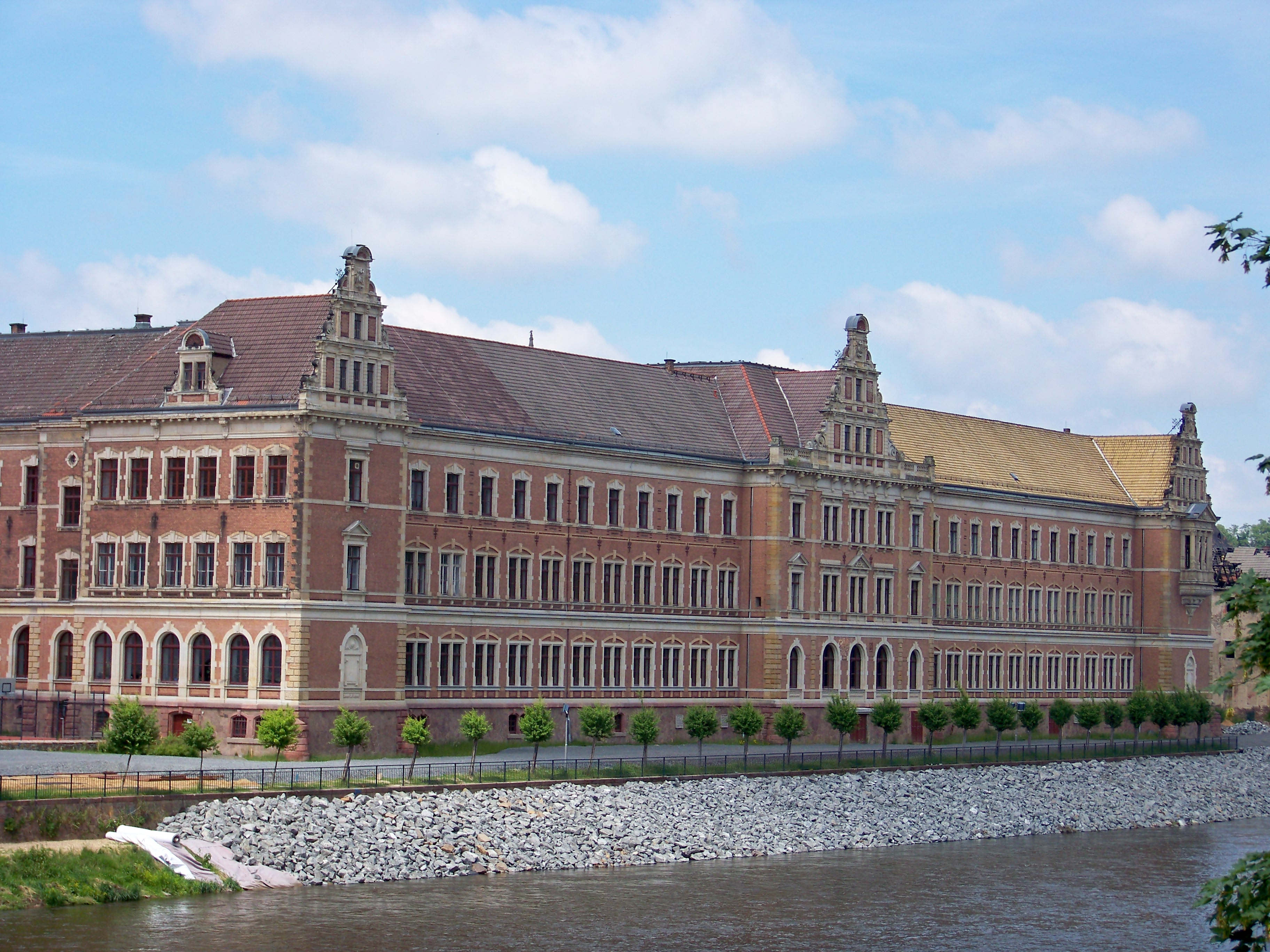
Gymnasium St. Augustin vom gegenüberliegenden Muldeufer

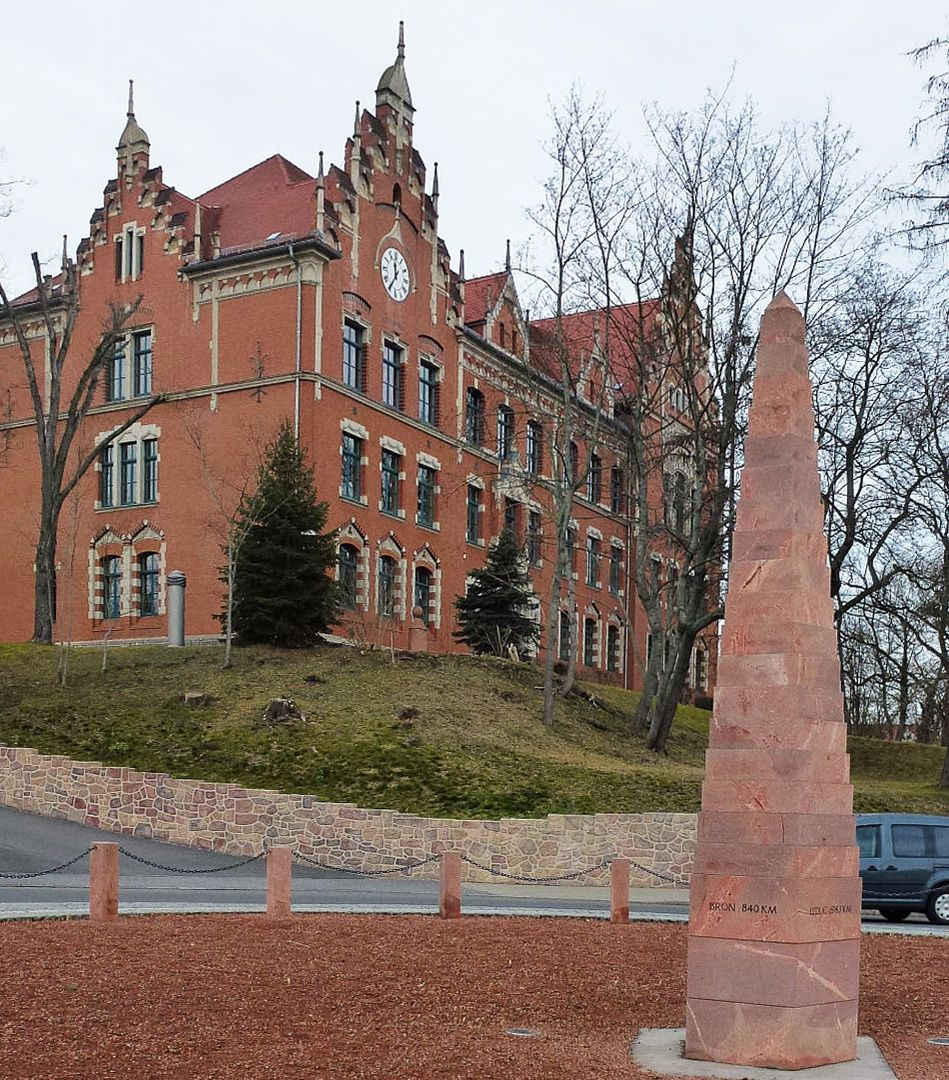
Rote Schule des Beruflichen Schulzentrums

- 22 Kindertagesstätten (elf kommunale, acht freie Träger, drei Kindertagespflegestellen)
- sieben Grundschulen (sechs kommunale, eine anerkannte evangelische Ersatzschule)
- drei Oberschulen (zwei Kommunale, eine anerkannte evangelische Ersatzschule)
- ehemalige Fürsten- und Landesschule Gymnasium St. Augustin in zwei Gebäuden (seit 2006 mit dem bis dahin bestehenden Johann-Gottfried-Seume-Gymnasium fusioniert), Sachsens einziges staatliches Regelgymnasium mit Internat
- Evangelisches Schulzentrum Muldental (Grund- und Oberschule sowie Gymnasium)
- Berufliches Schulzentrum (berufliches Gymnasium: Technikwissenschaft/Elektrotechnik, Wirtschaftswissenschaft, Informations- und Kommunikationstechnologie; Berufsschule: Metall- und Fahrzeugtechnik, Wirtschaft und Verwaltung, Ernährung, Gästebetreuung, Sozialassistenz) in den Gebäuden der ehemaligen Betriebsberufsschule des VEB CLG
- Förderschule „Schule am Pulverturm“ (Lernbehindertenschule)
- Förderschule „Waldschule“ für geistig- und körperbehinderte Schüler
- Volkshochschule Landkreis Leipzig
- Orchesterschule des Jugendblasorchesters Grimma
- Musikschule Muldental „Theodor Uhlig“

## Infrastruktur

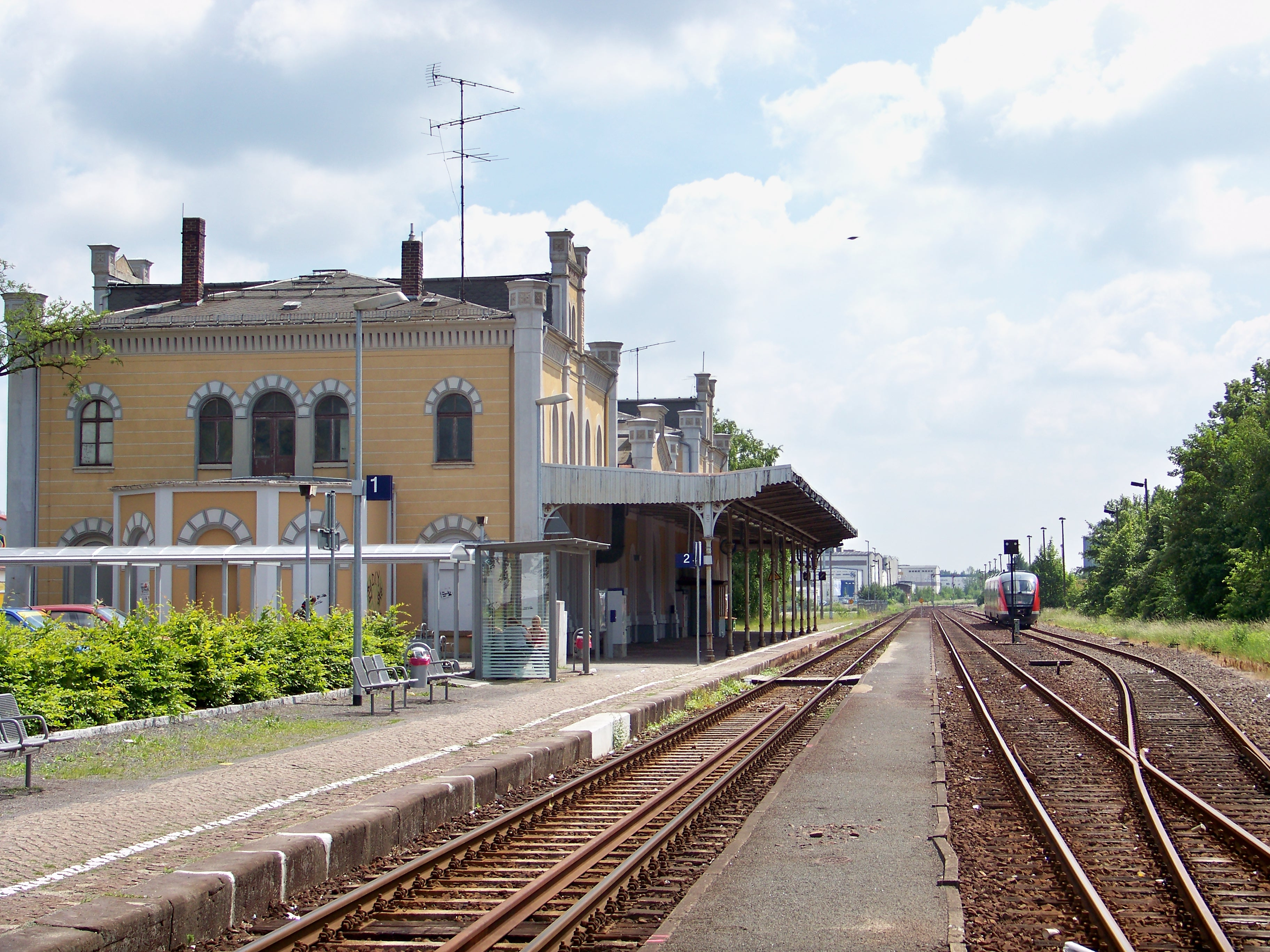
Oberer Bahnhof

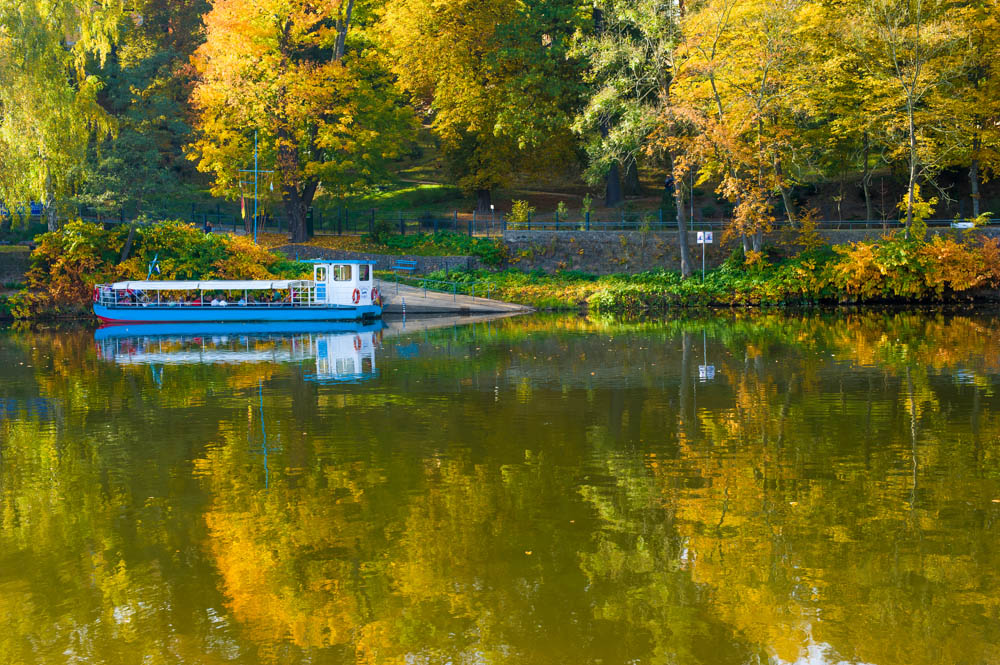
Muldeschifffahrt Grimma

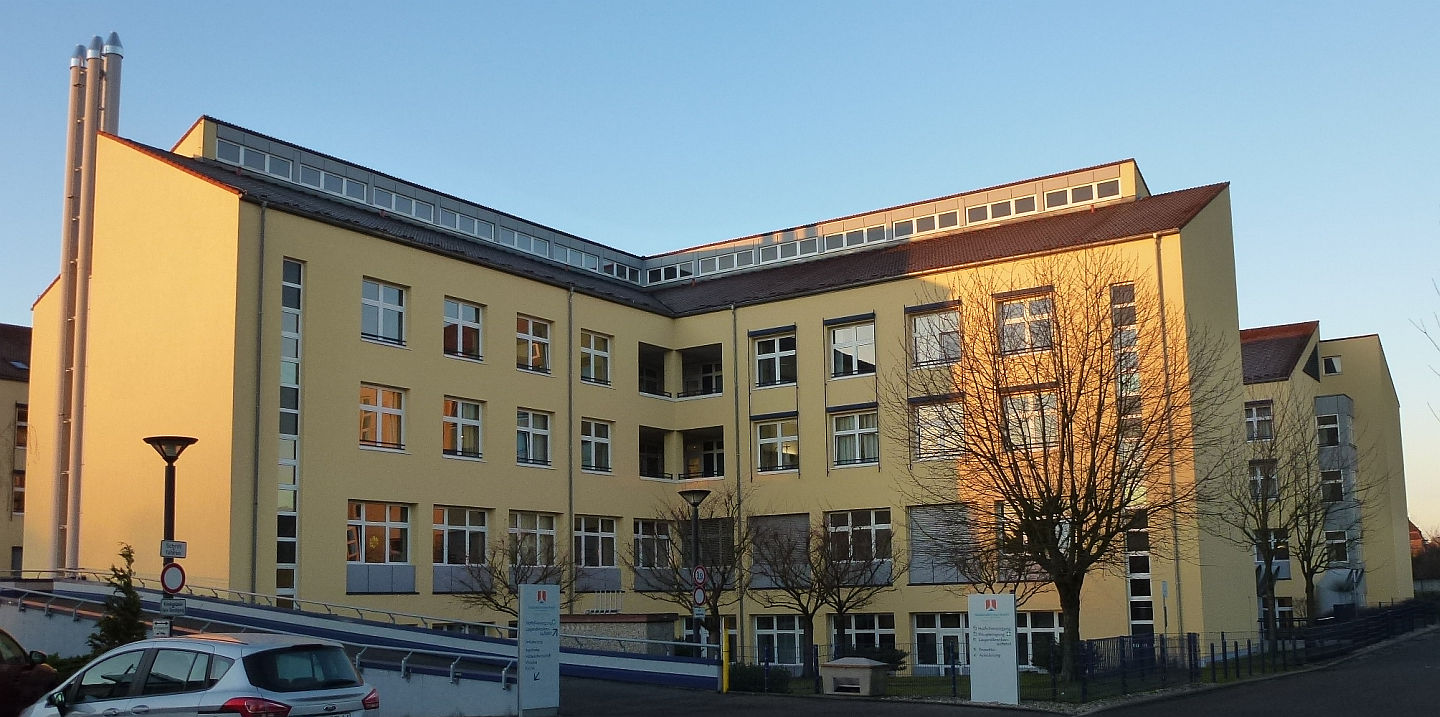
Krankenhaus

Die Stadt liegt im Verbundgebiet des Mitteldeutschen Verkehrsverbundes (MDV) GmbH; Grimma liegt mit seinen Ortsteilen sowie mit der Stadt Trebsen/Mulde in der Tarifzone 144. Ein Anschluss an das Schienennetz besteht seit 1866. Der Bahnhof Grimma Oberer Bahnhof liegt an der Bahnstrecke Borsdorf–Coswig. Bis 1967 wurde auch der Untere Bahnhof an der Muldentalbahn bedient; diese Strecke ist heute stillgelegt. Die ehemalige Trasse von Wurzen bis Grimma wurde als reizvoller Radweg ausgebaut, sie ist auch für Inliner geeignet. Seit 2011 befindet sich in der politischen Grenze noch der Bahnhof Großbothen. Der Obere Bahnhof Grimma ist heute Verkehrshalt folgender Linie:
- RB110 (Leipzig–Borsdorf–Grimma–Großbothen–Döbeln)

Durch den Regionalbus Leipzig ist Grimma mit acht PlusBus- sowie weiteren Regionalbuslinien angebunden. Der Stadtverkehr wird durch die Buslinien A und B sichergestellt. Beide Linien verkehren dabei montags bis samstags, von 5 Uhr bis ca. 21 Uhr im 30-Minuten-Takt, danach stündlich bis Mitternacht. An Sonn-/Feiertagen stündlich. Neben dem Busbahnhof am Oberen Bahnhof, Übergang zwischen Zug- und Busverkehr, ist auch der Nicolaiplatz eine wichtige Umsteigestelle zwischen Stadt- und Regionalbussen.
Im Auftrag der Stadt Grimma betreibt die Muldenschifffahrt Grimma GbR eine Schiffslinie mit Motorschiffen auf der Mulde. Diese verkehrt von März bis Oktober, täglich von 10 Uhr bis 19 Uhr im 60-Minuten-Takt. Die Schiffslinie verbindet die Anlegestellen Grimma, Hängebrücke mit Höfgen, Schiffsmühle und Nimbschen. Zwischen den Ufern Höfgen, Schiffsmühle und Nimbschen kommt zusätzlich eine Gierseilfähre zum Einsatz.
Das Krankenhaus ist ein Haus der Regelversorgung in der Trägerschaft des Landkreises. Gemeinsam mit dem Krankenhaus in Wurzen gehört es zur Muldentalkliniken GmbH.
Im Norden kreuzt die Bundesautobahn 14 das Stadtgebiet; eine unmittelbare Anbindung zur Stadt ist mit der Abfahrt Grimma gegeben. Die Bundesautobahn 38 ist über das nahe Dreieck Parthenaue zu erreichen. Außerdem führt die Bundesstraße 107 durch die Stadt. Die Umgehungsstraße B 107n wurde zwischen 2004 und 2008 zu zwei Dritteln fertiggestellt und führt von der Autobahn in nordwestlicher Richtung um Grimma herum. Der Bau des dritten Bauabschnitts wurde nach einer Klage des NABU vom Bundesverwaltungsgericht gestoppt, weil das Waldgebiet Klosterholz durchschnitten worden wäre. Derzeit (Stand Juni 2015) befindet sich eine neue Trassenvariante in Planung.